# ウィンドサーフィン

プレーニングで水面を滑走するウィンドサーフィン

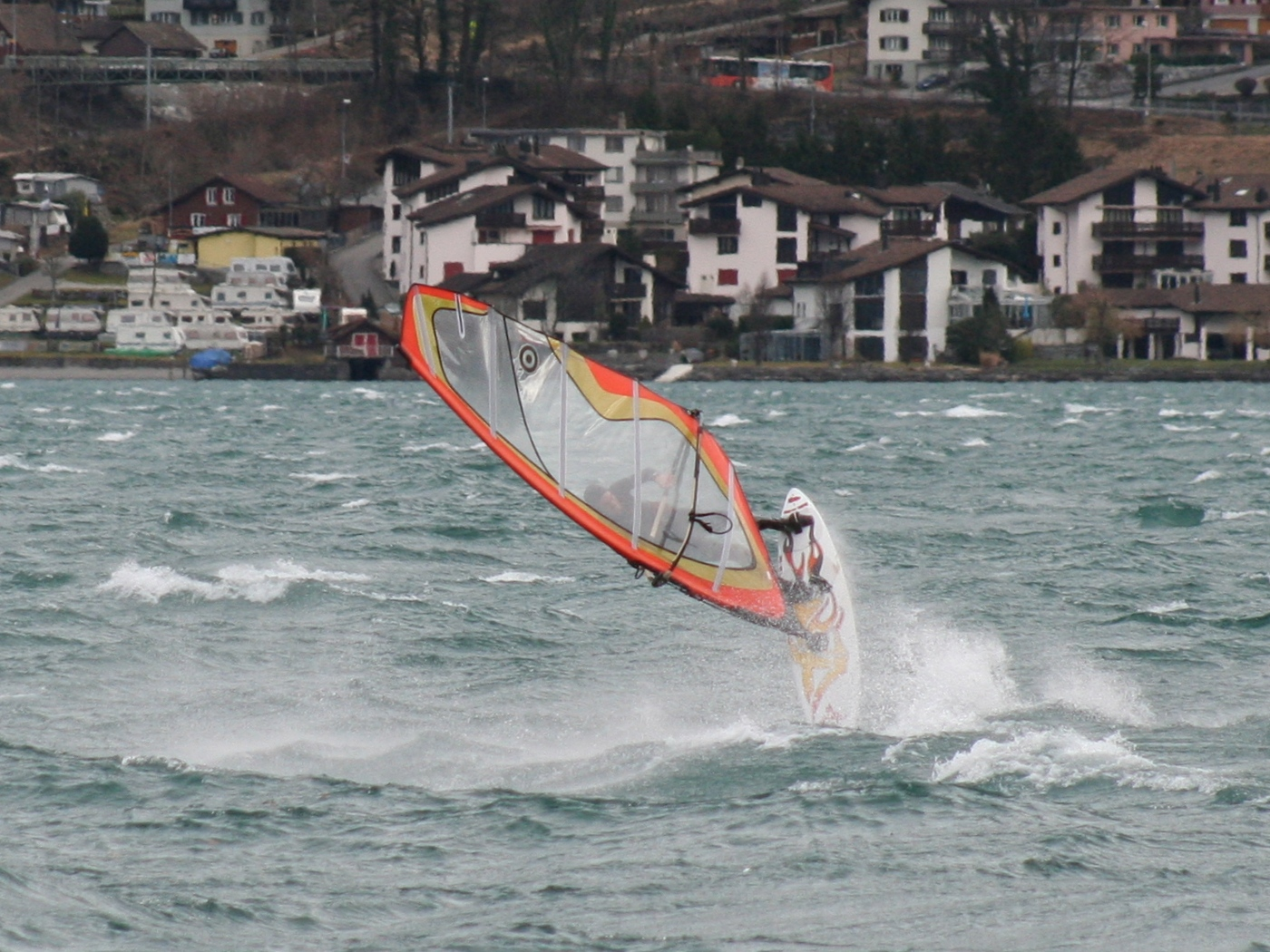
ウィンドサーフィンでの空中回転技（フォワードループ）

ウィンドサーフィン（英: windsurfing）とは、セイルボード（以降、略してボード）とセイルを接続した専用の道具を使用して水面を滑走するウォータースポーツである。セイルボート（セーリング）とサーフィンを融合・発展させたスポーツである。セーリングの原理を利用する乗り物の一種。 ウィンドサーフィンをする人のことをウィンドサーファー（英: windsurfer）という。

## 歴史

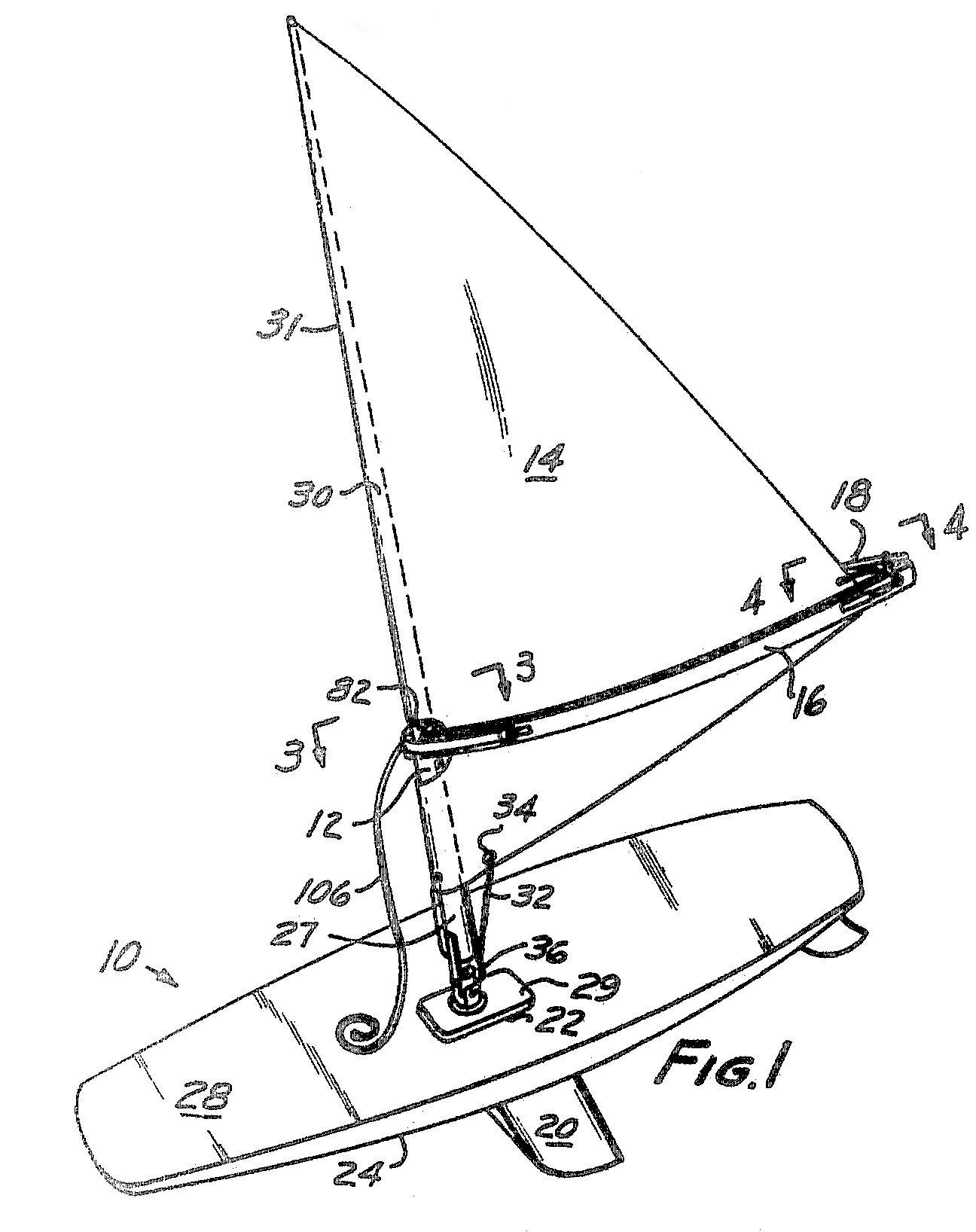
1970年1月のジム・ドレイクとホイル・シュワイツァーによる特許申請図

ウィンドサーフィンは、1967年アメリカのカリフォルニアでジム・ドレイク (Jim Drake) とホイル・シュワイツァー (Hoyle Schweitzer) により発案され、1968年11月に初めて試乗がなされた。当初は「ボードセイリング」というのがこのスポーツの名称であったが、2005年にこのスポーツの中心的組織となるPWA (Professional Windsurfers Association) が発足し、その以降は「ウィンドサーフィン」が正式名称となっている。
ウィンドサーフィンの道具（詳細は後述の「#道具の構成」を参照）は、開発当初は長さが360cmでサーフィンのロングボードと似た形状でダガーボード付きのセイルボードと専用リグが一体となった一種類のみで、開発時のプロトタイプは「SK8」、1969年2月には「WINDSURFER」（以下「サーファー艇」）という名称があたえられ、同年9月には販売が開始された。これが現在の「ロングボード」の原形となっている。
ウィンドサーフィンの人気は、発祥地アメリカ本土から1971年1月にはハワイオアフ島に伝わり、後に「カイルア・キッド」と呼ばれる青年団を中心として、また、ヨーロッパでは1972年2月にスウェーデンを皮切りとして広がりを見せ、同年の9月にはドイツのズィルト島でレースが開催されるまでとなる。1974年には日本の鎌倉海岸、ハワイのカイルアで大会が開催されるまでになった。
1980年にはハワイ・オアフ島のダイアモンドヘッドで、ラリー・スタンレー (Larry Stanley) とマイク・ホーガン (Mike Horgan) がサーファー艇を改良し、波を利用してウェイブ・ライド（波乗り）とジャンプが行えるボードで後にファンボードと呼ばれるボードの原形を創作し試乗に成功する。これが現在の「ショートボード」の原形となっている。
その後、ファンボード開発は革新的に進み、サーフボードと似た外形へと転向していくとともに軽量化が推進していく。また、セイルもボードの軽量短小化による運動性の向上に適応するよう改良され、ヨット同様の風を孕ませる形状で柔らかいダクロン製から、ウィンドサーフィン独自のバテンを配した形状で型崩れが少なく硬いフィルム製へと構造変更がなされていった。
ウィンドサーフィンはこのショートボードという型式が開発されたことにより、水面を滑走する「プレーニング」（詳細は後述）が行えるものとなり、走行速度も格段に向上していった。プレーニングの高速性を利用して能動的に波をとらえる動作幅も拡がり、スピード系統と併せてアクション系統の道具も開発されてゆくこととなる。この後数年間は、スピード系統のファンボードはカイルアで、他方アクション系統のファンボードはダイアモンドヘッドを中心として開発が進められた。
現在、セイルボードを中心とした道具類は、世界各国で開催されるワールドカップや国際大会の競技種目に準拠して開発されているが、ショートボードの誕生から現在に至るまで、ロングボードとショートボードは別のカテゴリとして住み分けがされており、各々で組織形成がなされている。
なお、国際大会は、2018年現在ではPWAとIOC（国際オリンピック委員会）の他にIWA（国際ウインドサーフィン協会）・ISAF（国際セーリング連盟）の主催で世界各地を転戦するワールドツアー形式により開催されている。日本における国際大会は、PWAの前身組織であるPBA (Professional Boardsailers Association) の主催で1984年から1993年の間にワールドカップの名称にて静岡県榛原郡御前崎町（現御前崎市）の白羽海岸で開催された。その後、2017年からPWAの主催により神奈川県三浦市、横須賀市の津久井浜にてワールドカップが再開されている。

## 概要
進行原理
ウィンドサーフィンはセイルに風を受けて進む
。飛行機の翼は水平だから垂直方向に揚力が働くが、ウィンドサーフィンはセイルを立てているので水平方向に揚力が働く。その水平方向の揚力で走り始めると、ウィンドサーフィンをしている人から見ると進行風が前方から吹いてくるように感じられる。ウィンドサーフィンは走っている時、実際の風と進行風が合わさった風である見かけの風をセイルに受け、その揚力によって進む。ただしそれだけだとその揚力の向きは横向きにずれていて横流れが起きる。そこで必要なのが横流れを防ぐ力であり、ダガーボードやフィンを使ってその力を生み出す。
直進と方向転換
ウィンドサーフィンの方向転換はヨットのような舵操作ではなく、リグとボードを操作することにより行う。
直進時の操作方法：セイルの風圧中心（CENTER OF EFFORT（以降CE））とボードの側圧中心（CENTER OF LATERAL RESISTANCE（以降CLR））の相対位置を垂直に保つことで、セイルに受けた風圧がボード全体へ均一に加圧されることでボード前方向へと直進する仕組みとなっている。
方向転換時の操作方法：直進状態からリグの前後操作及びボードへの加踏圧でCEとCLRの位置関係に変化を与え、ボードの前方または後方にかかる加圧配分が高くなった部位を起点として風下方向へと変向する。具体的には、ボードのユニバーサルジョイント接続位置より前方への加圧が高いと（マスト荷重大）風下方向、後方への加圧が高いと（マスト荷重小）風上方向へと方向転換が行われる。
中上級者の走行可能範囲は、ヨットに比して若干狭くなるものの、風向きとの直交線上から風上方向に約30〜40度を想定した線より風上を除く全ての方向に進むことができる。ヨットは、船体に対して大きな比率のキールを備えられるため抗力が大きく、風上方向45度に走行できるのに対して、ウィンドサーフィンはフィンが小さくボードも（軽くて）横から見た水中の面積が小さいため抗力が小さく、横流れする割合が大きいため、風上方向への上限角度は小さくなる傾向がある。風上方向への上限角度は、技量、使用する道具、風波の状態などの様々な条件に影響を受けるが、初心者〜中級者向けの教科書ではおよそ15〜30度程度が目安との解説がなされている。入門者は風に対して90度方向に走行することも困難な場面もあるので、風下方向へ漂流してしまうことへの注意が必要である。
進行方向に対しての名称：風に対して垂直方向「ウィンド・アビーム」、風上方向45度「クローズ・ホールド」、風下方向45度「クウォーター・リー」、風下方向「ランニング」、風上から45度「デッドゾーン」→詳細はen:Points of sailを参照。
ウインドサーフィンの走行性

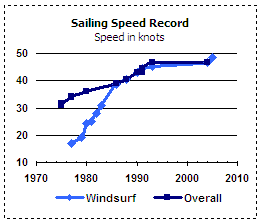
ウィンドサーフィンの最速記録の推移（水色）

ウィンドサーフィンは、ある程度以上のスピード（約25km/h）に達するとボード全体が浮上し滑走するプレーニングができる。中級者以上になると容易に50km/h以上のスピードで滑走する高速感を体験できるのがこのスポーツの最大の魅力となっている。
なお、ウィンドサーフィンにおける世界の最速記録は、フランスのアントワン・アルボー (Antoine Albeau) が2015年に500m間で53.27kts (98.66km/h) 、2023年に1海里間で44.12kts (81.71km/h) を記録し、World Sailing Speed Record Council (WSSRC) による公式記録として認定登録されている。
オリンピックでのウィンドサーフィン
オリンピックでは、競技者全員が「One Design」と呼ばれる認定登録された共通の道具を使用して競技が行われる。オリンピックでは、1984年第23回ロサンゼルス大会からセーリング競技の一種目として登録されており、2008年第29回北京大会では「RS:X-Windsurfer」という名称で競技が行われ、第30回ロンドン大会では、Neil Pryde社製のRS:X艇が使用された。

## 道具の構成
ウィンドサーフィンに使用する道具は、ユニバーサルジョイントにより接合させるボード部とリグ部、身体に装着する装具の3つに分類される。

ウィンドサーフィンの構造

詳細は以下のとおり。

### ボード部
ボード部は道具を水面に浮かべた状態においての下位部分のことで、セイルボード、フィン、ユニバーサルジョイントによって構成される。中・上級者はボード部のことを通称で「ボード」と呼ぶこともある。
セイルボード水上における唯一の浮体物であり走行時の移動主体となるもの。サーフボードと似た形状の合成板であるが、より強度の高い構造設計でデッキ部の中央にはジョイントボックス、後方にはフットストラップが付帯される。形成された発砲素材にグラスメッシュ、カーボンメッシュを貼りつけたものをエポキシ、ポリエステル素材で覆っている。ボードはダガーボード付属の有無によりロングボードとショートボードの2種に区分され、ダガーボードが付属されるエントリーボード、ロングレースボード、オールラウンドボードはロングボードにそれ以外はショートボードに属する。ダガーボードを使用すると横流れが少なくなるため、風上方向（アップウィンド）への走行性能が向上するが、水面抵抗が大きくなるため旋回性能と直進スピードは低下する。ボードは原則として自身の体重およびリグ重量を支えるのに必要な浮力を計算し、その浮力を確保できる体積（リットル (L) ＝船舶での「排水量」にあたる。）のものを選択するが、入門段階ではより浮力が大きく安定性の高いものを、中級者以上では体重とリグ重量の条件に加えて風況・海面状況と乗る目的に応じたものを選択する。ボードは様々な体積と使用用途に対応させるため、幅50〜110cm、長さ220〜390cmのものが製造販売されている。
フィンボードのボトム部後方に接続するひれ状のもの。水中で水との抵抗となり横滑りを抑制することで直進性を保持し、自体に揚力を発生させてボードの推進力を促すもの。サーフィンと同様の固定する型式で船やヨットのような可動して舵を取る機能はない。G-10（エポキシ樹脂）、ポリエステル素材のものが主流となっている。真っ直ぐな形状のものは直進安定性に湾曲した形状のものは回転運動性が優れる。レースボード、スラロームボード用のものは真っ直ぐで長く、ウェイブボード用のものは湾曲して短い。フリースタイルボード用のものはその中間的な形状となっている。フィンはボードに内蔵されるフィンボックスの数により、シングルフィン（1本）からクアッドフィン（4本）（例：ツインフィン（2本）、トライフィン（3本））まで存在するが、ウェイブボード以外のボードはシングルフィンのみとなっている。ウェイブボードは波のコンディションに合わせたボードの運動性能が求められることから、ボードの特性を好みに応じて選択できるよう多種のものが開発されている。特徴はシングルフィンは直進安定性と高速性が優れ、ツインフィンは回転運動性に優れる。トライフィンやクアッドフィンはその中間的な運動性能である。
ユニバーサルジョイントリグ部とボード部を接続するためのものであるが、ただのつなぎではなく、セイルが受けたパワーをボードに伝える部分である。ボードのデッキ部に取り付けウレタン、ラバー部分が360°曲がることでリグ部を動かしたい方向に自由に操作できる構造になっている。ユニバーサルジョイントとジョイントベースで構成され、接続と取り外しがワンタッチで簡単に行える。以前は金属製でメカニカルな構造であったが、近年ではウレタン、ラバー素材の簡素な構造のものが主流となっている。このユニバーサルジョイントの存在がウィンドサーフィン独自のもので、ヨットと区別される所以となっている。:ユニバーサルジョイント（自在接手）には、ウレタン・テンドン（tendon、腱）、ラバー・テンドン等がある。テンドンの破断に備えて、安全のためのシートが付いているものの、常に点検し、使用期限に留意したい。ジョイントとマスト・エクステンションの結合の仕方には、ピンロック式とユーロピン式の二種がある。

### リグ部
リグ部は道具を水面に浮かべた状態においての上位部分のことで、セイル、ブーム、マスト、マストエクステンション、ハーネスラインで構成される。中・上級者はリグ部のことを通称で「セイル」と呼ぶここともある。

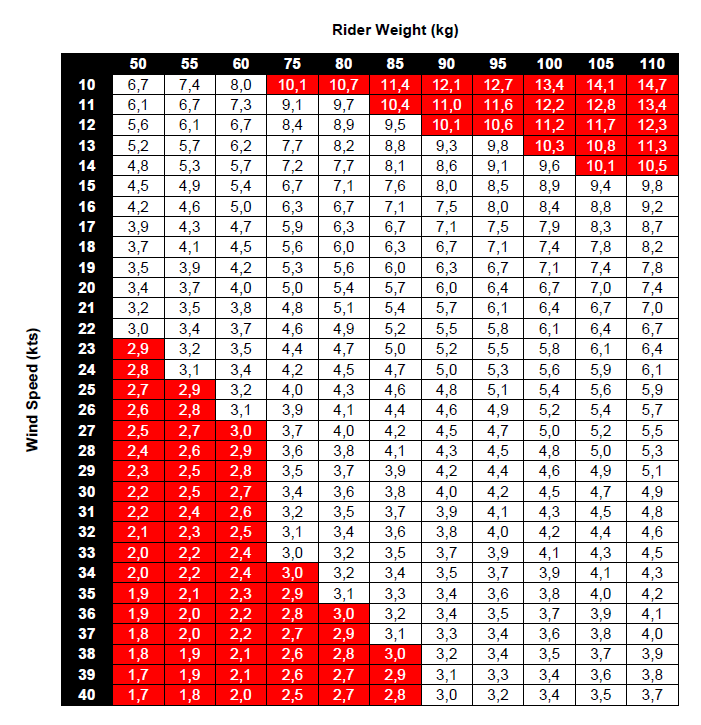
風速と体重からセイルサイズを選択するための算出例

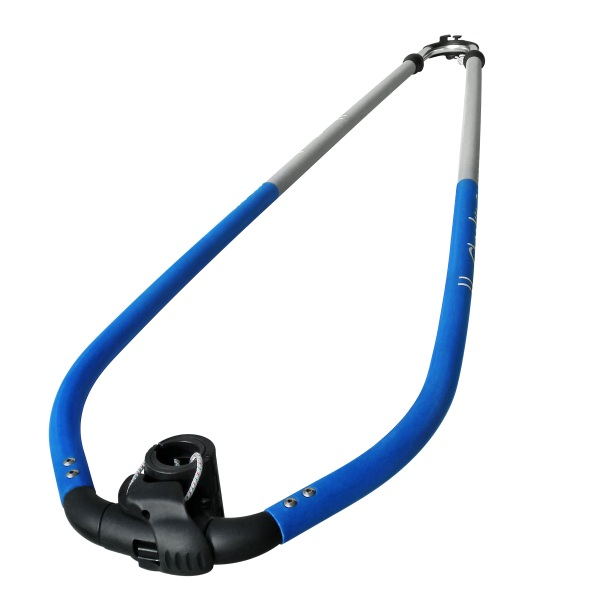
ブーム。手前の黒い部分が「ブームジョー」、反対端が「ブームエンド」

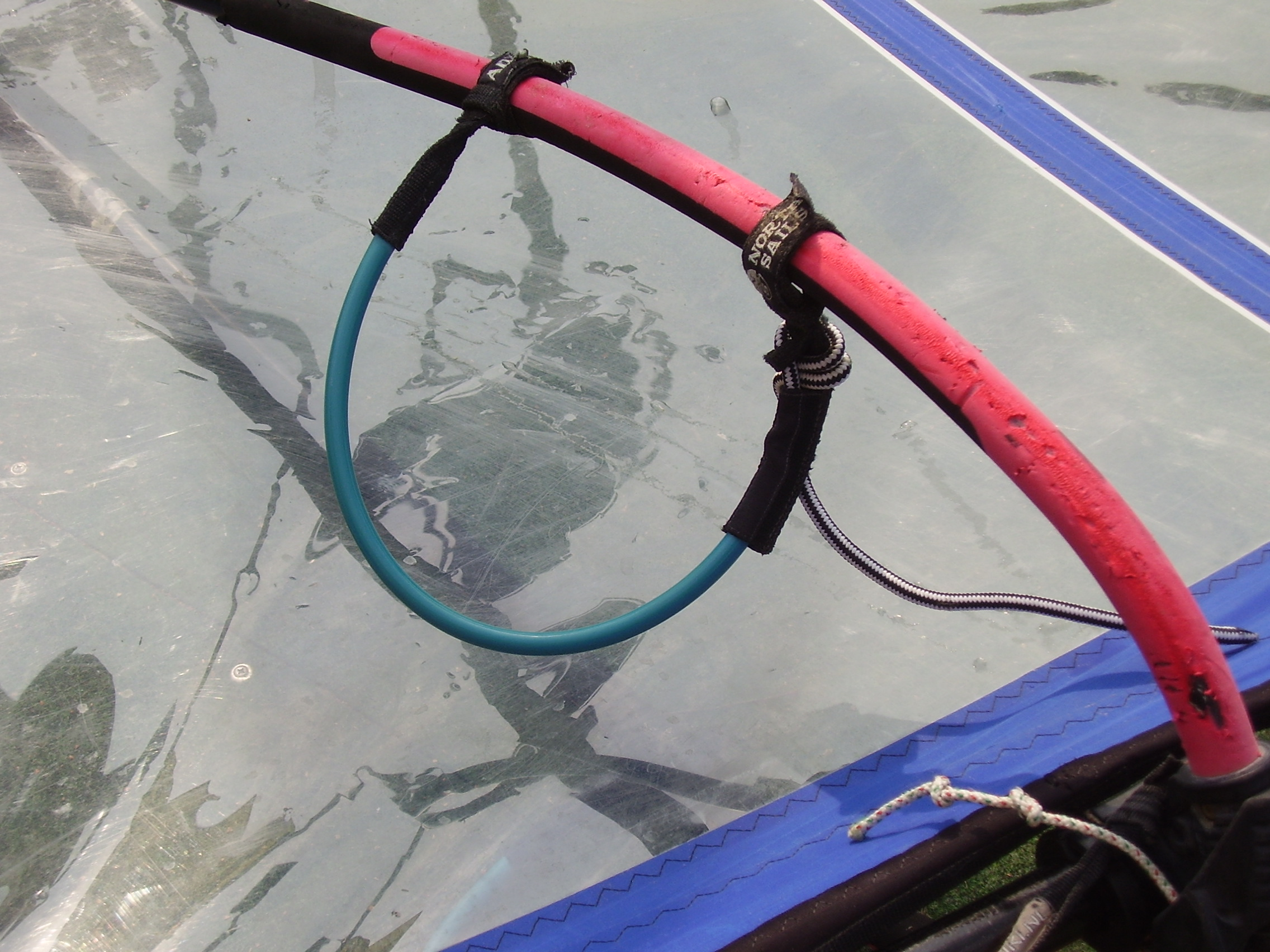
画面中央のU字ライン状物体がハーネスライン

セイル風の力を推進力に変える部分。帆。風を受ける主要部分（パネル）はフィルム素材、マストとバテンを通す部分（スリーブ）はクロス素材による複合設計で構成されている。近年のものはセイルが風を受ける力を効率よく推進力とするために空気力学を取り入れた飛行機の翼と似た形状設計（バテン、キャンバー・インデュサーの内蔵等）が施されており、風の強弱に対応して常に安定した推進力が得られるよう微風時には風を全面で受け止め、中・強風時にはセイル上部にねじれを生じさせて過分な風を逃がす調節機能の向上が図られている。中級者以上では複数の面積のものを所持した上で、プレーニング走行を前提とするその風況に適応する面積（m2）のものを選択するが、入門段階ではより面積が小さく軽いものを使用することが望ましい。セイルは様々な風速に対応させるため、数々の面積のものが製造・販売されており、小さいものでは子供用の1.0m2から、大きいものは大人用の9m2以上のものまである。:セールサイズ　各セールメーカーは、0.5m2刻みでラインナップしている。
ブームセイラーが握りリグを操作するハンドルの役割を荷い、セイルのブーム長を造作するもの。マストに取り付ける。形状は楕円形で長さ120cm〜310cmのものがあり、多くは長さ調節可能で、セイル幅にあわせてブーム長を調節し使用する。アルミニウム製やカーボン製がある。マストとの接合部（ブーム・ジョー）はプラスチック・ゴム・樹脂製でマストをくわえ込む構造になっており、反対側の端（ブーム・エンド）には固定するための紐（シート）を通す穴と引っ掛けるフックが付属されている。ブームエンド穴に通したシートをセイルの後端部（クリュー）との間で数往復させて引っ張り、ブームエンドのフックにかけることで伸張調節を行う。
マストセイルを形作るための柱。リグ構成の中心となる軸棒。長さ370cm〜560cmのものがあり、セイル長に合った長さのものを選択する。近年では収納しやすいよう2本に分割できる構造となっている。素材はカーボン、FRPのものがあり、カーボン素材のものはカーボンの含有量によって性能が異なり含有量が多いものほど瞬発力が高くより推進力を得やすい。:マストベンドについて　硬め、柔らかめ、トップベンド、イーブンベンド等のマストがある。セールメーカー推奨のマストを使うのがよい。
マストエクステンションセイル長とマスト長の差異を伸長調節し、セイルのラフ長を造作するもの。素材はカーボン素材やアルミニウム素材のものが主流となっている。なお、下端にはシートを通す穴や滑車と引っ掛けるフックが付属され、セイル下端に付属された滑車・グロメットとマストエクステンションに付属する滑車との間にシートを数往復させて引っ張り、フックに掛けて固定することで伸長調節を行う。
ハーネスライン走行する際にリグの引き込みを補助する道具（ハーネスシステム）。ブームの手で掴む部分にU字状に設置するシートをポリ塩化ビニル素材で覆ったもので、体に装着したハーネスのフックを掛けて背中側に倒れ込むように体重を預け使用する。長さが固定式 (fixed) のものと、調整式 (adjustable) のものとがある。
アップホールライン水面に倒れたセイルを引き起こす際に使用する綱状のもの。ブームジョーにシートで結びマストに沿うように取り付け使用する。

### 装具
装具は、体に装着する道具類で気温変化への対応や長時間のセーリングを補助するもの。中・強風時セーリング用のハーネス、ウェイトジャケット、防寒・怪我対策用のウェットスーツ、ドライスーツ、ウェットスーツブーツ、ウェットスーツグローブ、遊泳補助用のライフジャケットなどがある。

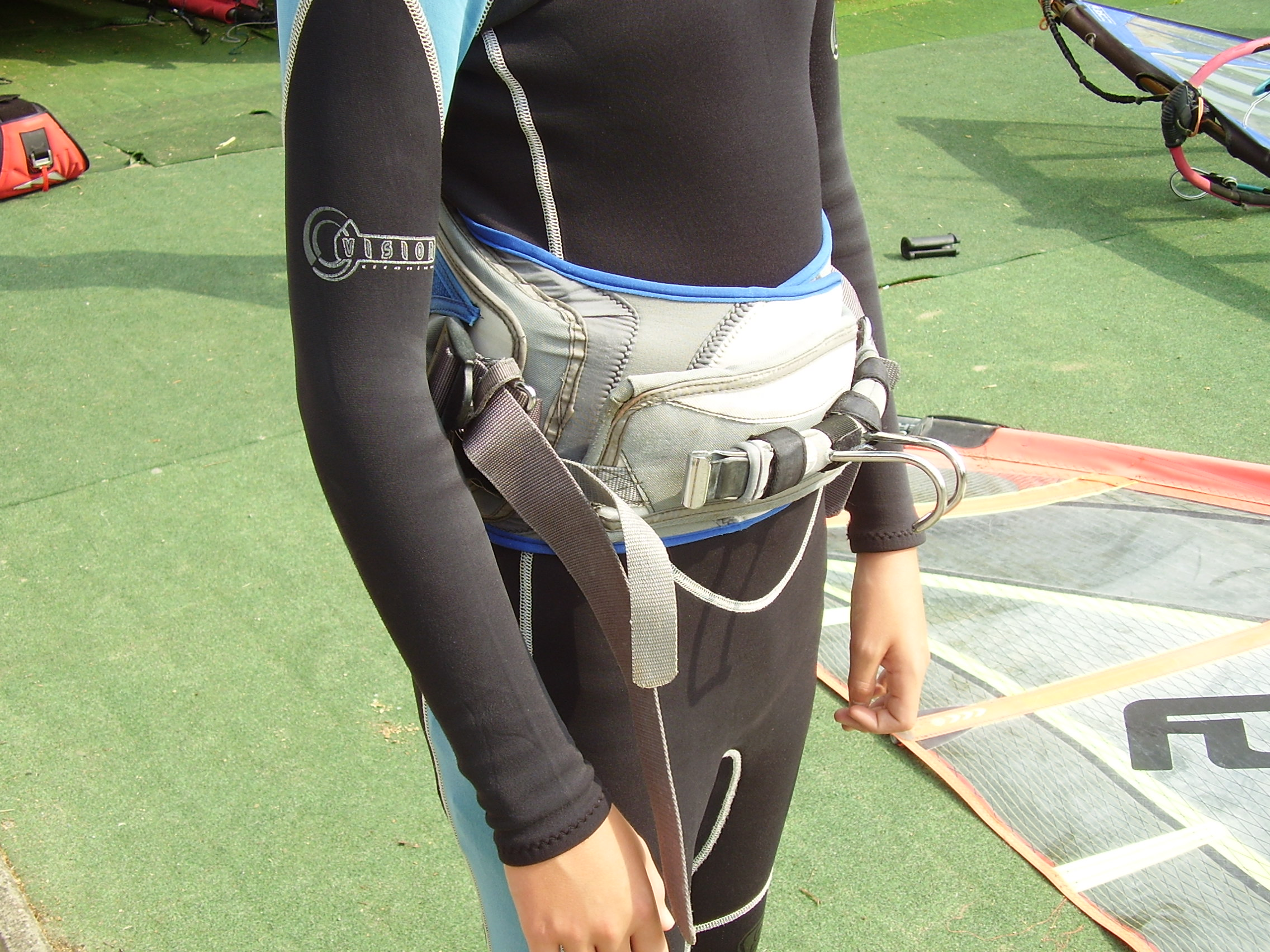
ハーネスの一例（ウェストハーネス）、ハーネスラインにかけてリグを引くフックが付属されている

ハーネス長時間楽にウィンドサーフィンを楽しむための道具で、ヨットで使われているトラピーズ・ハーネスからヒントを得て開発された。リグの引き込みを補助する。ハーネスには3つの種類があり、ベスト型のチェスト・ハーネス、腰に巻くウェストハーネス、両足を通して穿くパンツハーネス（ヒップハーネス）となっている。どのタイプのハーネスにもハーネスラインに掛けるためのフックが付属されており、ベルトとフックで固定し使用する。
ウェイトジャケット走行する際にリグの引き込みを補助する道具。ライフジャケットと似た形状でジャケット内に重量物を付加したもの。上体に羽織るように装着する専用ジャケット。
ウェットスーツ、ドライスーツ防寒・怪我防止のための専用スーツ。ウェットスーツは水分が透過するジャージ素材で保温性は低いが柔軟性が高いため、夏・秋などの比較的に温暖な季節に着用することが多い。ドライスーツは水分が透過しないラバー素材で柔軟性は低いが保温性が高いため、冬・春などの比較的寒冷な季節に着用することが多い。生地素材の厚さ2ｍｍから5ｍｍのものが開発販売されているがウェットスーツ、ドライスーツともに暖かい時は薄めのものを寒い時には厚めのものを着用する。近年では双方の機能を組み合わせたセミドライスーツといった種類も開発されている。なお、ドライスーツはダイビング、サーフィン用のものと類似しているが、相違点としてはリグ操作時に腕が動かしやすいように肩・腕まわりに余裕を持たせた構造となっているものが多い。
ウェットスーツブーツ、ウェットスーツグローブ防寒・怪我対策のための装具。ラバー、ジャージ、ナイロン素材で造られた専用ブーツ、専用グローブ。
ライフジャケット水上において浮力を補い、遊泳を補助する道具。上体に羽織るように装着する専用ジャケット。
ヘルメット波のある時は特に着用したいが、普段から着用して頭部を保護するようにしたい。頭を強打して意識を失うことは致命的である。

## 種目及び道具分類

フォーミュラ

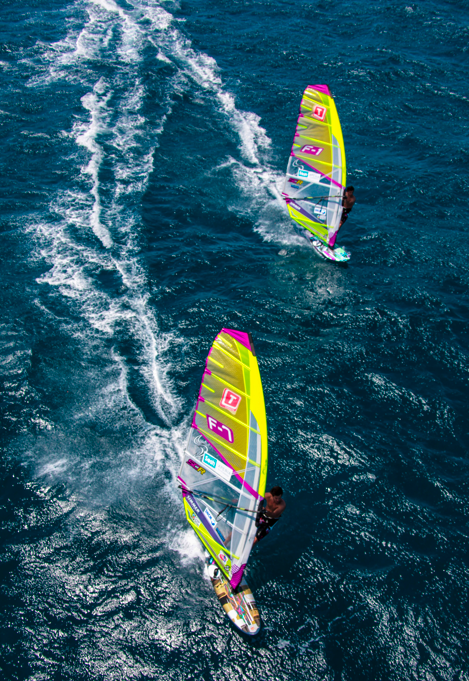
スラローム

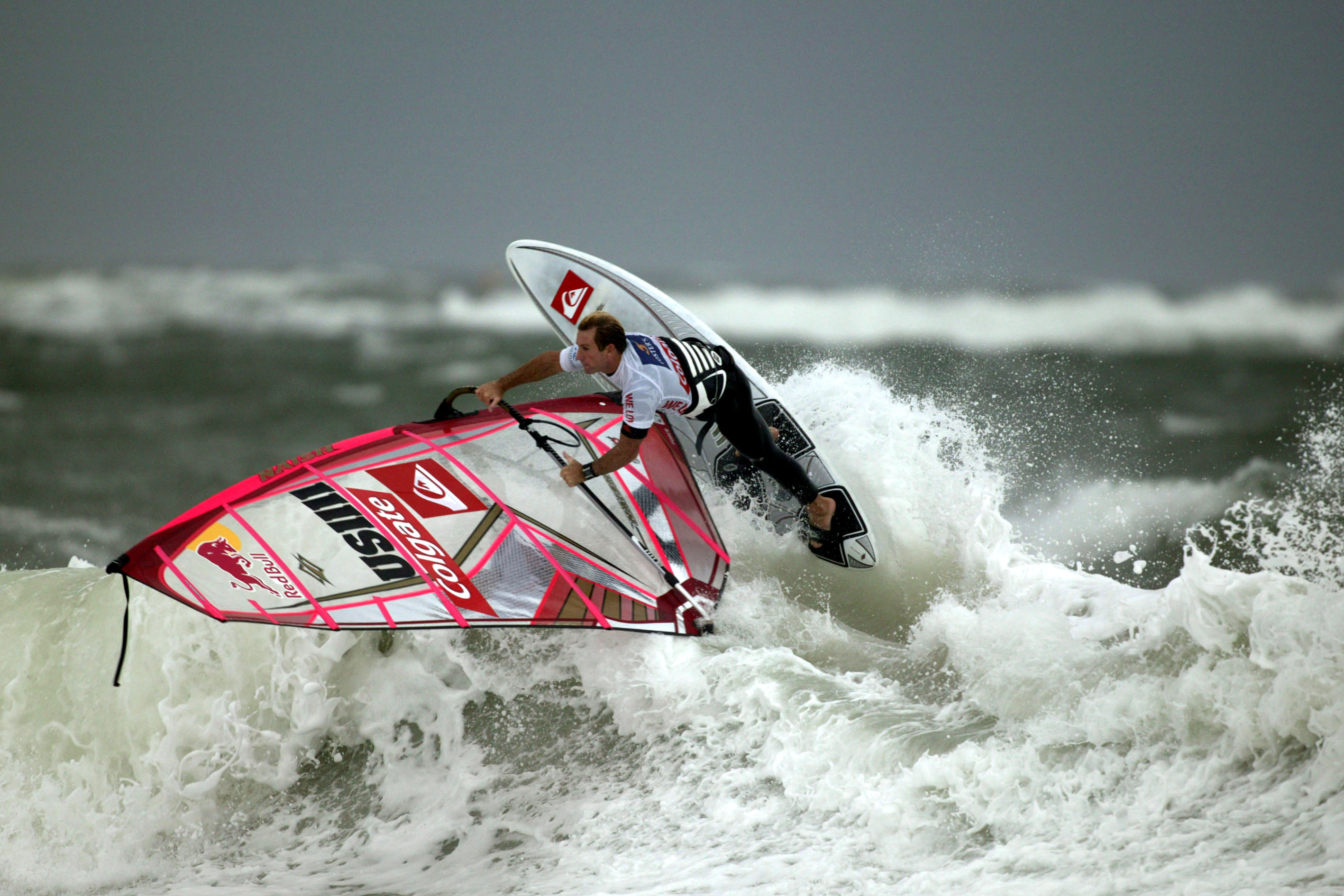
ウェイブパフォーマンス－2006年ズィルト島ワールドカップでのロビー・ナッシュ

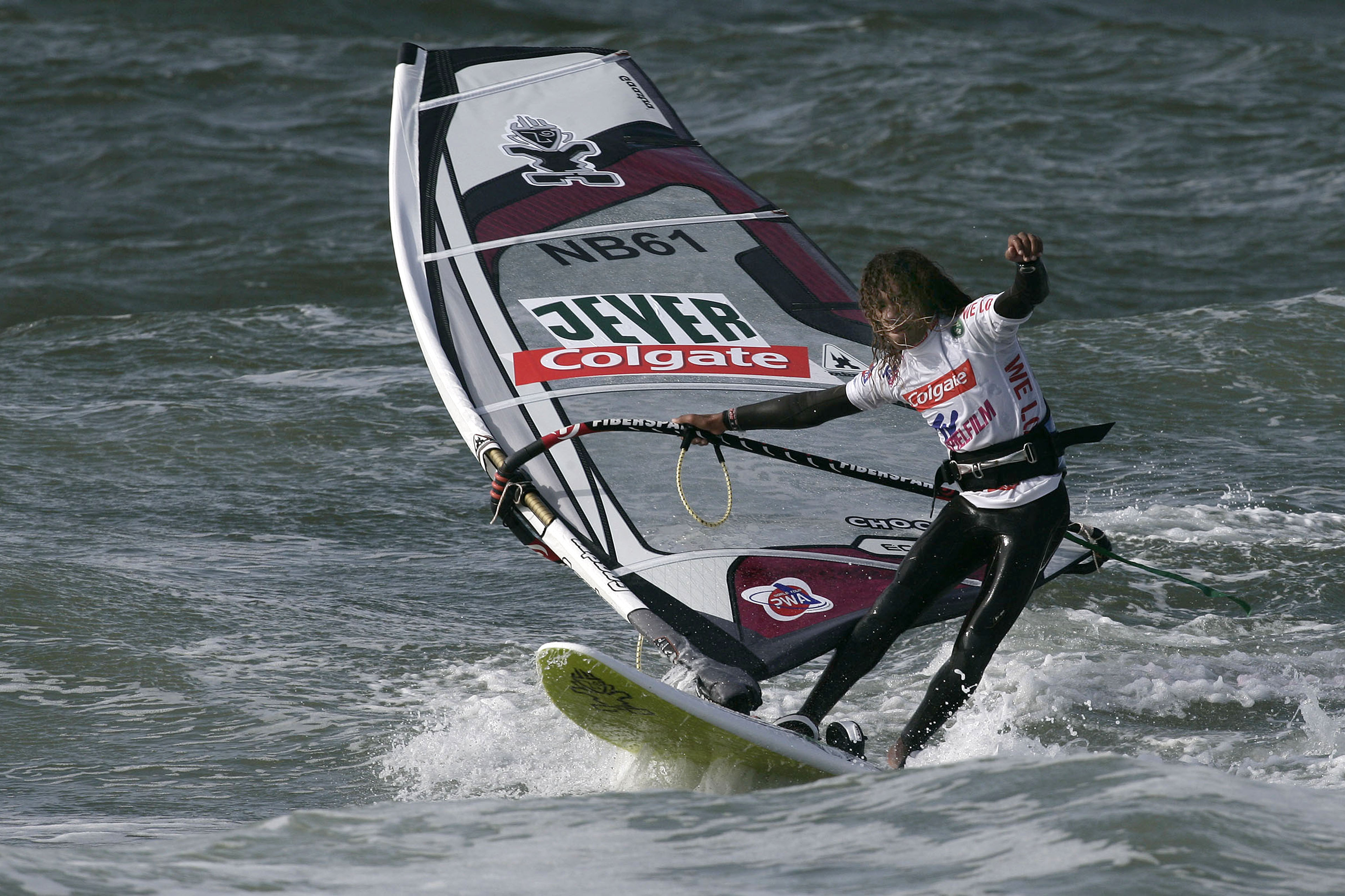
フリースタイル－2008年ズィルト島ワールドカップでのキリ・トーデ

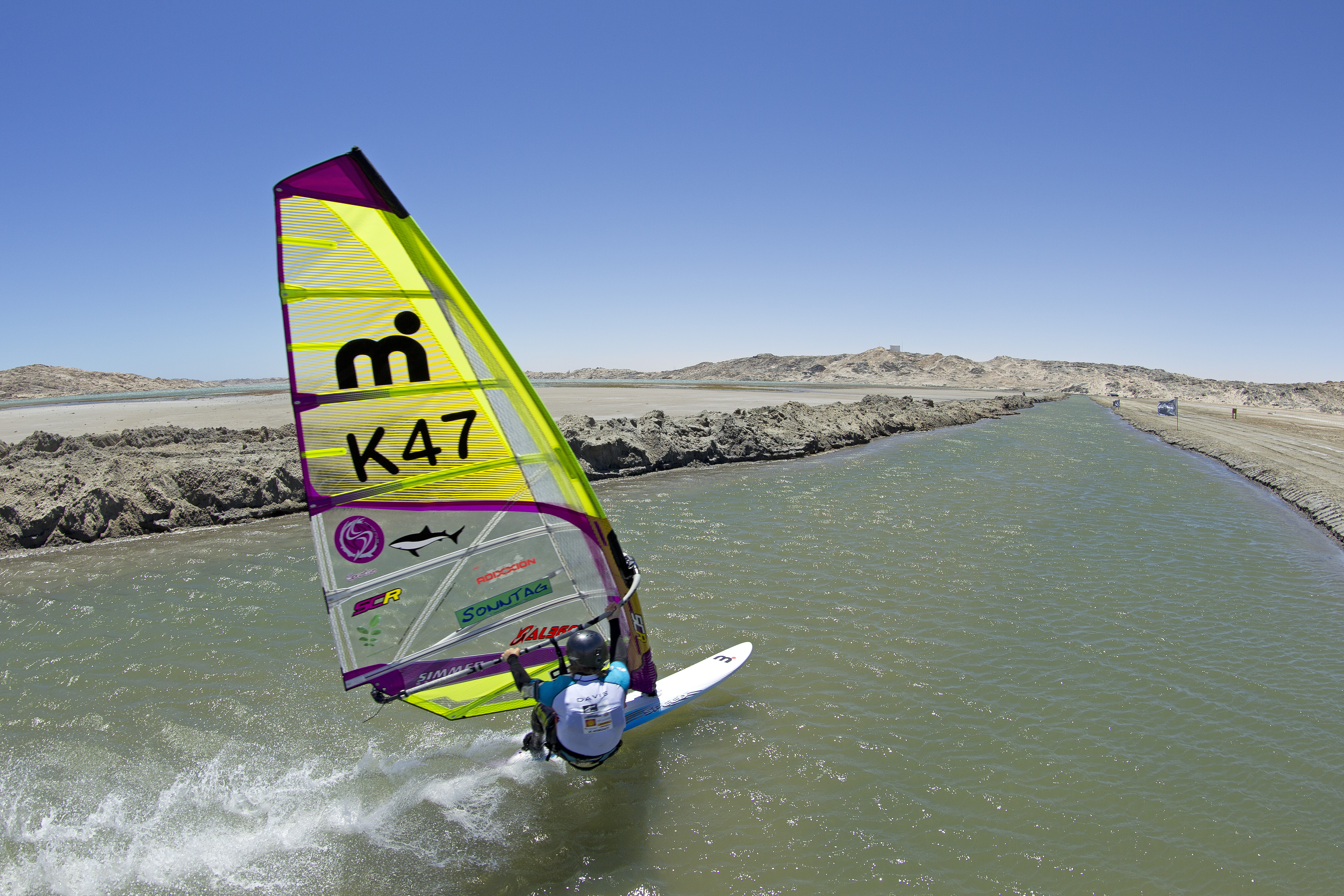
スピードセーリング

ウィンドサーフィンの道具は、主だって国際大会の競技種目に準じた分類で開発がされており、競技外ではそれぞれゲレンデの水面状況及び目的に見合った道具を選択することとなる。ただし、競技者以外のファンユースのためにエントリーボードとレースボード、スラロームボードの中間的な「オールラウンドボード」、スラロームボードとフリースタイルボード、ウェイブボードの中間的な「フリーライドボード」といった道具の開発販売もされている。
種目の詳細は以下のとおり。
エントリー（スクール） (Entry (School))
初級者用でウィンドサーフィンの基礎的技術を習得する種目。競技種目ではない。
おおよそ1〜6m/sの風速で平水面を好適とする。
この種目に分類される道具は、初心者でも容易に走行とタック、ジャイブといったトランジション（方向転換技術）が行えるよう設計されている。幅が約100cmで浮力は約200リットルと大きく、デッキが滑りにくいようにソフトパッド等で覆われ、ダガーボードが付属されたボードと面積が小さく簡素な形状で重量の軽いセイルを組み合わせることで、誰でも1時間程度でセーリングが行えるものとなっているが、セイルを付け替えることにより初心者以外でも遊ぶことも可能で二人乗りが出来るボードもある。
アップウィンドレース (Upwind Race）
ヨットレースに準じてスタート地点から見て風上と風下に広く設定されたコースを風上から風下方向（クローズ・ホールド〜ランニング）に走行し、水面に設置されたマークをトランジションでの回航を繰り返してゴールまでの先着を競う競技種目。
おおよそ4m/s以上の風速で平水面〜チョッピーな水面を好適とする。
沖合に設置されたスタート地点から全ての競技者が一斉にスタートする形で競技が行われる。この競技はコースレイアウトの20%以上を風上方向に設置するよう規定されており、そのことが後述のスラローム競技と区別されるところとなっている。使用する道具は「レースボード」とよばれる微風から中風域に強く、風に対して最も広範囲に滑走できるボードと7.5〜12m2の「レースセイル」とよばれるマストスリーブ内のバテン接点部にキャンバーインデューサー（略称はカム）を内蔵することで、常にドラフトを安定させ、風力を効率よく推進力として取り込めるよう設計された適応風域の広いセイルを使う。レースボードはその形状により「ロングレースボード」と「フォーミュラボード」の2種に分類されるが、開催大会の規定に基づいて使用するボードの選択が分かれ、レースボードクラス、フォーミュラウィンドサーフィンクラスの名称で競技分類される。それぞれのボードの特徴としては、ロングレースボードは幅60〜100cm、長さが280〜390cmのマストトラックシステムとダガーボードが付属された形状で、風上方向の走行時（クローズ・ホールド）に高い走行性能を発揮する。フォーミュラボードは幅100〜110cm、長さ220〜230cmのマストトラックシステムとダガーボードが付属されない形状で、風下方向の走行時（クウォーター・リー〜ランニング）に高い走行性能を発揮する。
この競技は、スタートからゴールまでの間を風上・風下方向に幅広く走行して方向転換とマーキングを繰り返すことから、ウィンドサーフィンにおける基礎的な技術力が勝敗を分けるものであり、また、他競技と比較して大型の道具を使用することによる微風の競技開催が可能なため、オリンピック、国民体育大会の競技種目に採用されている。2013年現在で、オリンピック、国民体育大会はロングレースボードにより、ワールドカップはフォーミュラボードにより競技が行われている。
スラローム (Slalom)
スタート地点から見て、並列（フィギュア・エイト）または風下方向（ダウンウィンド・スラローム）に設定されたコースを8の字または風下方向（クローズ・ホールド〜クウォーター・リー）にプレーニング滑走し、水面に設置されたマークをレイルジャイブでの回航を繰り返してゴールまでの先着を競う競技種目。
おおよそ6m/s以上の風速で平水面〜ラフな水面を好適とする。
ビーチまたは沖合に設置されたスタート地点から全ての競技者が一斉にスタートする形で競技が行われる。使用する道具は「スラロームボード」と呼ばれる最も軽量化が図られた相対スピード重視の直進安定性が優れたボードに、4.5〜11m2のレースセイルまたは「スラロームセイル」とよばれるレースセイルと似た形状でキャンバー・インデュサーの数が比較的に少ないセイルを使う。
この競技は風下方向（ダウンウィンド）、風上方向（アップウィンド）ともハイスピードからレイルジャイブによるカーヴィング回航が繰り返されるので、スピード感が高い激しい順位争いが繰り広げられる競技となっている。この競技の競技者人口は最も多く、また、使用道具の性能が競技結果に大きな影響を与えるため、セイル、ボードの開発競争も激しく、ウィンドサーフィン用具においての性能向上の牽引役を担っている。
ウェイブパフォーマンス (Wave Performance)
波間の水面において競技者が決められた一定時間内でプレーニング滑走からトランジション・ウェイブライド・ジャンプの技術を競い合い、ジャッジでの勝ち上がり形式により順位を競う競技種目。
おおよそ8m/s以上の風速、ラフ〜セット波の水面を好適とする。
二人の競技者がビーチからスタートする形でトーナメント方式により競技が行われる。使用する道具は、激しい競技での使用（プレーニングからのループ着水等）と波に巻かれた時にも破損が少ないよう丈夫なものとなっている。「ウェイブボード」と呼ばれる波に乗るためのロッカーが付いた最も運動操作性が優れた衝撃に強いボードと3〜7m2の「ウェイブセイル」とよばれる風を溜めない構造で、頑強な素材（X-PLY等）で補強されたセイルを使用する。
この競技は、サーフィン同様のウェイブライディングとリッピング、ウィンドサーフィンならではの波に向かってのジャンプやループ技が混合する「ウィンドサーフィン」という名が最もふさわしい競技でもある。世界のトッププロでは、ウィンドサーフィンの三次元的な運動性を最大限に使って、多種多様な技で競い合い、このスポーツのイメージリーダー的存在として可能性を広げ続けている。
フリースタイル (Freestyle)
平水面において競技者が決められた一定時間内でプレーニング滑走から多種の技を繰り出し、技の華麗さ・多様性・技術の高さを競い合い、ジャッジでの勝ち上がり形式により順位を競う競技種目。
おおよそ6m/s以上の風速で平水面〜チョッピーな水面を好適とする。
二人の競技者がビーチからスタートする形でトーナメント方式により競技が行われる。使用する道具はスラロームとウェイブの中間的な要素のものとなり、「フリースタイルボード」と呼ばれる最も回転性が優れたボードと3.5〜7.5m2の「フリースタイルセイル」と呼ばれる軽くてしなやかなセイルを使用する。
この競技は、繰り出す技の多彩さが重要となることから、短時間により多くの技を行えるよう他の競技道具と比較して、走り出しから最短時間でプレーニングできるよう瞬発力の高く初速が得やすいものとなっている。競技歴史は古いが、2000年頃から専用道具の開発が始まったことでプレーニングからの回転技中心の競技スタイルとなり一般人気も高いものとなった。この競技は「平水面のウェイブ」とも呼称され、水平方向の回転技が次々と生み出されている。
スピードセイリング (Speed Sailing)
平水面に決められたコースを風に対して垂直またはやや風下方向（ウインド・アビーム〜クウォーター・リー）にプレーニング滑走し、GPS機器またはスピードガンを使って速度計測を行いその速度記録を競う競技種目。
おおよそ10m/s以上の風速、平水面を好適とする。
競技者一人ずつが順番に滑走する形で競技が行われ、250m、500mまたは1海里の決められたコースを滑走して、その間の速度計測を行う。使用する道具は「スピードボード」と呼ばれる進行風による巻き上げと水面の反発を最小限に抑えるためにボード幅を極めて狭く設計した最高速度と直進性のみを重視したボードと4.5〜11m2のレースセイルかスラロームセイルを使用する。
比較的強風下で開催されるこの競技は、その競技内容からトランジション等のボード回転運動は一切行わないため、使用する道具は直進スピードのみを重視した特化性の高いものとなる。このことから一般使用には向かず道具の一般販売は行われていない。使用するブームも風の巻き込みでの抵抗による速度低下を考慮した半円状で片側にだけ接続されているものもある。競技者人口の少ない競技となっている。

## 道具の購入費用及び保管・運搬方法
初心者用の道具を新品購入する場合は、一式の価格で約15〜20万円である。ただし、初心者用の道具は専門店が開催しているスクール等で借りることもできるため、入門段階の技術を短期間で習得することで中級者用の道具から購入を始める人も多い。
中・上級者用の道具を新品購入する場合は、一式の価格で約40〜50万円となるが、通年でウィンドサーフィンをしようとする場合には、季節風等の強弱に合わせた道具選定が必要となるため、セイル、フィンを3〜5枚、ボード、マスト、ブーム、ハーネスラインを2〜3本揃える必要がある。なお、ウィンドサーフィンの道具類は破損・劣化に応じて買い替える必要があるため消耗品と見なされるが、程度の良い中古品も数分の一の価格で数多く出回っているため、経済的負担を少なく買い揃えることもできる。
道具の保管運搬は、ゲレンデ（詳細は#ゲレンデを参照。）近くの専門店で「艇庫」と呼ばれる道具保管庫が整備されていることも多く、そこを間借りして自分の道具を保管しておき、公共交通機関等によりゲレンデに通うことも可能である。ただし、その日の気象状況および風向・風速に適したゲレンデを選択する場合には、道具類の運搬手段としての自動車は所持した方が望ましい。中級者以上では、自家用車に複数の道具を常時積載し、気象条件に応じたゲレンデ選択をする人も多い。

## 段階ごとの習得過程

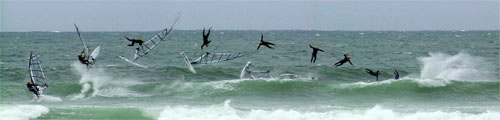
フォワードループに失敗して、空中で道具と分かれて落下してゆくウィンドサーファー

ウィンドサーフィンは他のスポーツと比較して難度が高いと言われる。これは水面に浮かんだ板状の浮力物に直立するという不安定な状態で常に強弱があり一定しない風を捉えなければならず、ボード部とリグ部という異なる動きをとる2つの道具を手足で同時に操作しなければならないためである。なお、波がある場所では、波へ合わせた道具操作が必要となるため難度はさらに高くなる。
ウィンドサーフィンというスポーツは、プレーニング時における水面を高速滑走する爽快感なくして語れないものであるが、プレーニング時におけるボード上での人とリグの主従関係が逆転する状態となることが初級者のプレーニング習得を困難にしている原因でもあり、初級者が中・強風時に微風時と同様のリグ操作により、ボード上に直立してリグを引こうとすると風の力で投げ飛ばされ、水中に放り投げられてしまうこととなる。
＜ウィンドサーフィンの始め方＞
(1) 専門店等が主するスクール

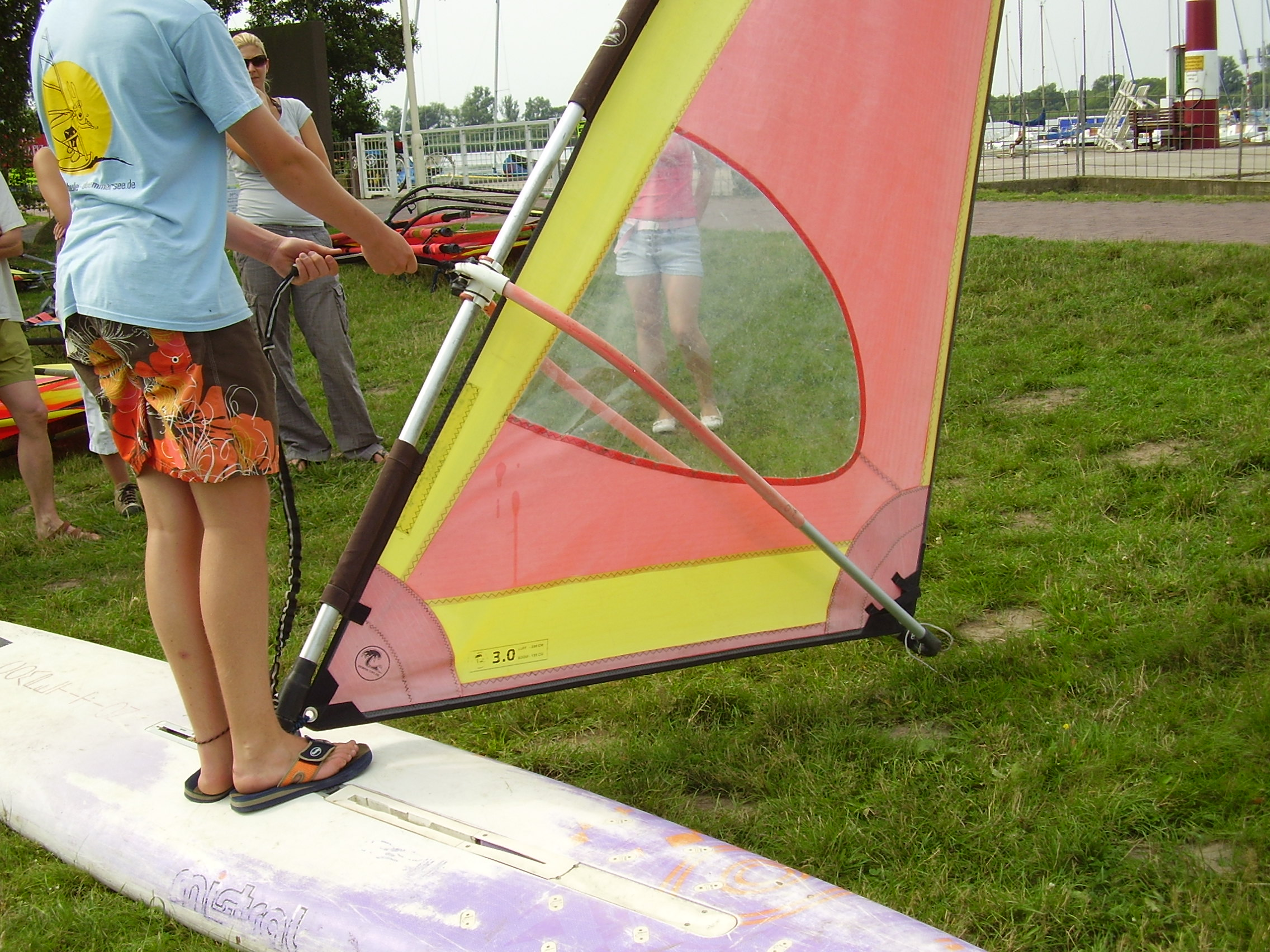
初心者向けの陸上でのセイルアップ練習場面

色々なことをいきなり自分で理解するのは難しいので、入門の最も一般的な方法は、ウィンドサーフィン用具の専門店などが主催するスクールに入ることである。スクールならば技術指導・道具・ゲレンデがそろっており心配がない。最も一般的なのが「体験コース」等の名称の、とりあえず1日だけ体験するコースでウィンドサーフィンに触れ、さらに真剣に継続するか決める、というものである。あるいは、すでに気合が入っている人は最初から「3日間コース」や「初級コース」などの名がついたコースで始める方法もある。スクールでは初心者に適した道具を使い練習できる。
(2) 独学
他人から指図されるのは嫌だという人も多く、そのような人は自分で道具を揃えて独学で始めるが、正しい知識・情報を判断することも技術的なアドヴァイスを得ることもできないので、間違った方向に進み上達の速度が遅くなるリスクが高い。また最初から道具にお金がかかる。
(3) 知人経験者からのレッスン
経験者の知人・友人から教わる方法。メリット・デメリットはケースバイケースで、費用がかからない、気楽にできる、というメリットがあるが、その人物がたとえウィンドサーフィンは上級者でも、教えることに関しては下手な場合もあり、初心者レッスン向きでない道具やゲレンデを選ばれてしまうケースもある。なお、中・上級者用の道具のボードは浮力が小さく不安定で、セイルの重量が重いため、初心者には非常に扱いにくく最も上達が遅くなるため、知人に道具を借りる場合には入門者・初心者用の道具であることを確認をしたほうがよい。
なお、各段階で習得する主な技術は、以下のとおりである。

### 入門段階
ウィンドサーフィンの走行から方向転換に関する基礎的技術を習得する段階。

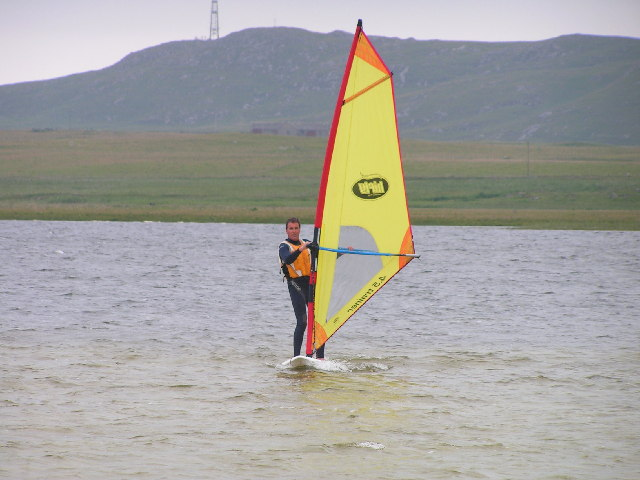
入門用道具で走行するウィンドサーフィン

セイルアップ水面に倒れたリグのブーム端に結び付けられたアップホールラインをつかみ、リグを水面から引き上げてブームを掴み走行を始める一連の技術。
ファイブステップ水面からセイルアップにより引き上げたリグのブームを掴み、風を受けて走行を始める一連の技術。
タックトランジションの一つで、風上まわりの方向転換技術。クローズ・ホールドの走行状態からリグのラフ操作及びボードへの踏圧によりデッドゾーンを走行させる動作を行い、ボードの慣性動作が続く間にリグのマスト側前方から反対側タックに乗り換えと合わせてブームを掴み走行を始める一連の技術。
テイルジャイブトランジションの一つで、微・中風時における風下まわりの方向転換技術。クウォーター・リーの走行状態からリグのベア操作及びボードへの踏圧によりランニングへと走行させる動作を行い、リグをマストを軸に反転させて反対側タックのブームを掴み走行を始める一連の技術。風下まわりの方向転換となるジャイブには「テイルジャイブ」と「レイルジャイブ」の2種類があるが、比較的風の穏やかな状況で行うこのジャイブは、ボードの艇尾（テイル）を沈めてテイルを軸に旋回して方向転換を行う。

### 初級段階
中・強風でのプレーニング時の走行に関する技術を習得する段階。

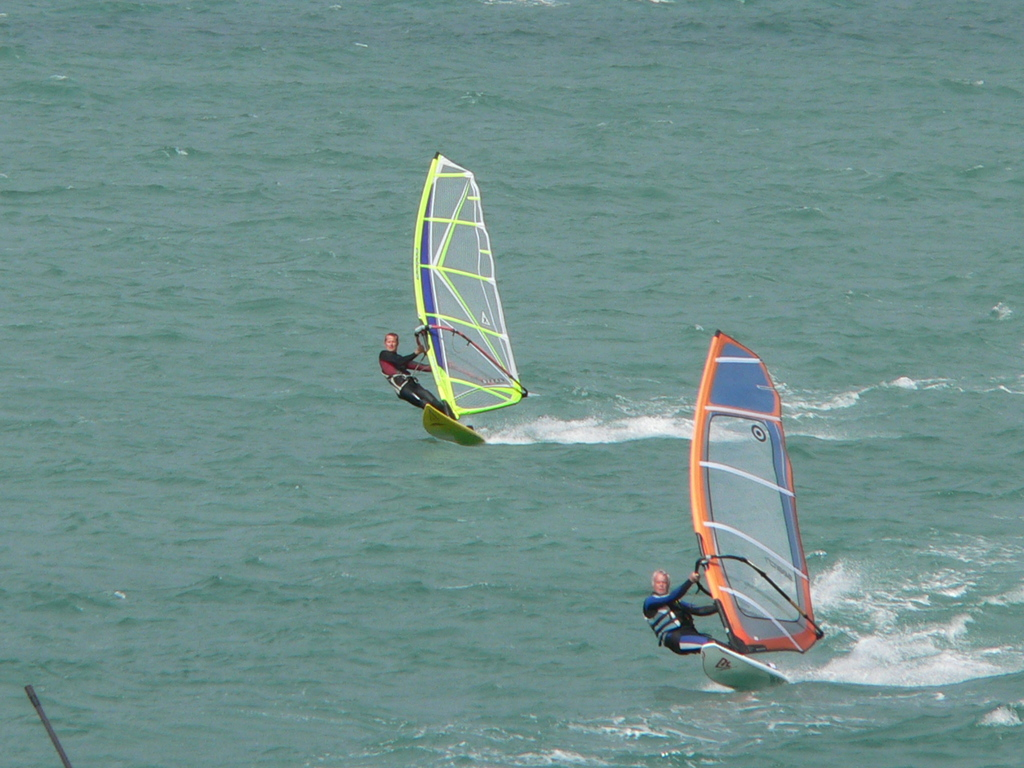
初級段階で習得を目指すプレーニング。安定してできるようになると中級段階に入ったとみられる

ビーチスタートセイルアップに代わるもので、ビーチ際においてリグを頭上に抱えてセイルに風を受け、風の力でリグが浮き上がるのに合わせてボード上に立ち上がり走行を始める一連の技術。
ハーネスワークブームに取り付けた半円上のハーネスラインに体に装着したハーネスのフックを掛け、リグにぶら下がるように体重での引き込みにより走行する技術。中・強風時になるとリグの引き込みで腕力の消耗が激しくなるため、長時間セーリングを行うためには必要となる。
プレーニング一定の風 (5〜7m/s) 以上のコンディション下でボードの速度が約25km/h以上となった状況において、ボードの接水面積を最小限に維持しながら、水面を滑走する技術。ウィンドサーフィンは微風時にはボードの中心線上に直立して風を受け、前方に転倒しようとするリグをブームを掴んだ腕力で引き込み操作しながら走行するが、中強風時にはハーネスを利用した体重によるリグの引き込みで走行する。走行速度の上昇に伴ってボードが水面浮上して滑走することを「プレーニング」というが、プレーニング時にはリグをボードの中心線上に位置させ、人はハーネスを利用して体重により引き込んだリグに発生した揚力をボードに伝えて推進力に変換するための「つっぱり棒」の役割を担う。ボード上から体重を外すことで道具の水中沈み込みが軽減し長時間の滑走が可能となる。プレーニングは、アップウィンドレース以外の競技種目における開催時の必要条件となっており、近年のウィンドサーフィン用具がプレーニング時の性能向上に着眼して開発が行われていることから基礎的技術として位置づけられる。
ストラップワークプレーニング時にボードの後方に付帯したフットストラップに足を入れて走行し、ボードのコントロールを行う技術。ジャイブ、ウェイブライド、ジャンプ、ループ時に重要となる。

### 中級段階
中・強風でのプレーニング時の方向転換に関する技術を習得する段階。
ウォータースタートセイルアップに代わるもので、ビーチスタートの発展的な走行を始める技術。ビーチスタートは浜で足が着く状態で行うのに対し、ウォータースタートは、水中で泳ぎながらリグを頭上に抱えてセイルに風を受け、風の力でリグが浮き上がるのに合わせてボード上に立ち上がり走行を始める一連の技術。風により荒れた水面でのセイルアップは困難を極め、体力の消耗も非常に激しくなるため、この技術を習得することは免れない。中・強風時でのセーリング技術上達の要となる。
プレーニングタックトランジションの一つで、中・強風時における風上まわりの方向転換技術。プレーニングから高速でタックを終え、失速を極限に少なくプレーニング走行へと繋げるタック。
ヘリコプタータックトランジションの一つで、微・中・強風時における風上まわりの方向転換技術。風上へ方向転換中のデッドゾーンに入った際に裏風を利用してボードの方向転換を促し、リーウォード（裏風を使った走行状態）からジャイブを行うようにリグを反転させて方向転換を行う技術。リグをヘリコプターのように回転させるためこの名付けられている。
レイルジャイブトランジションの一つで、中・強風時における風下まわりの方向転換技術。プレーニングのターン時では、スピードによる外側への遠心力が発生するため、ボードの中心を踏み込んで側面（レイル）を水面にかませ、遠心力に対峙するよう内傾しながらボードの反発力によるカーヴィングで方向転換を行っていく。レイルジャイブは、 (1) プレーニングからカーヴィングターンによるリグの内傾、 (2) 足の入れ替え、 (3) リグを返すといった動作を連続して行う難しさから、それを習得するべく多くのウィンドサーファーが練習を繰りかえす技術となっている。レイルジャイブは競技においては必須技術でもあり、上級者への登竜門・中級者卒業のテクニックと位置づけられる。

### 上級段階

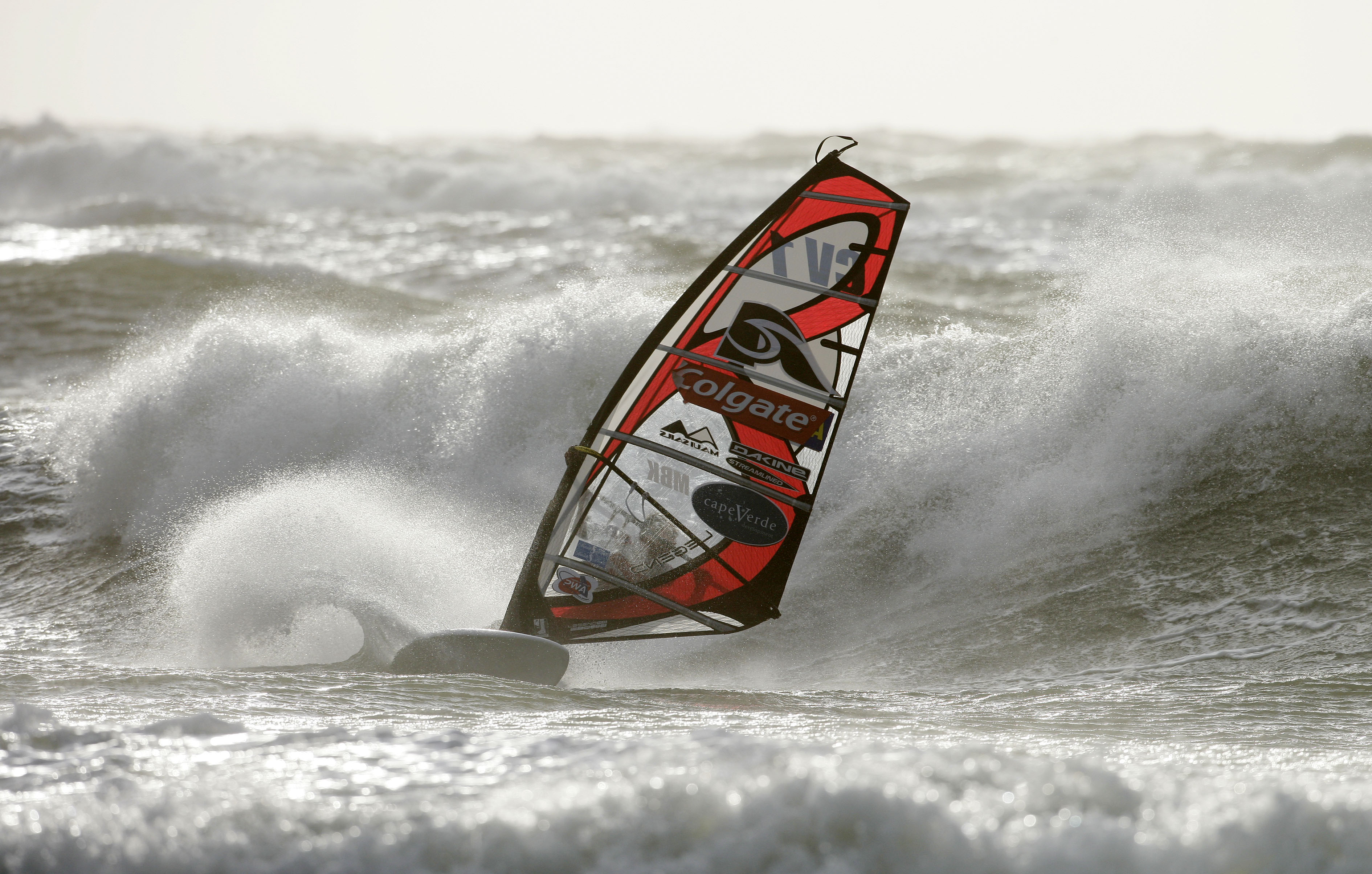
上級技の例、ボトムターン（ジョッシュ・アングロによるもの）

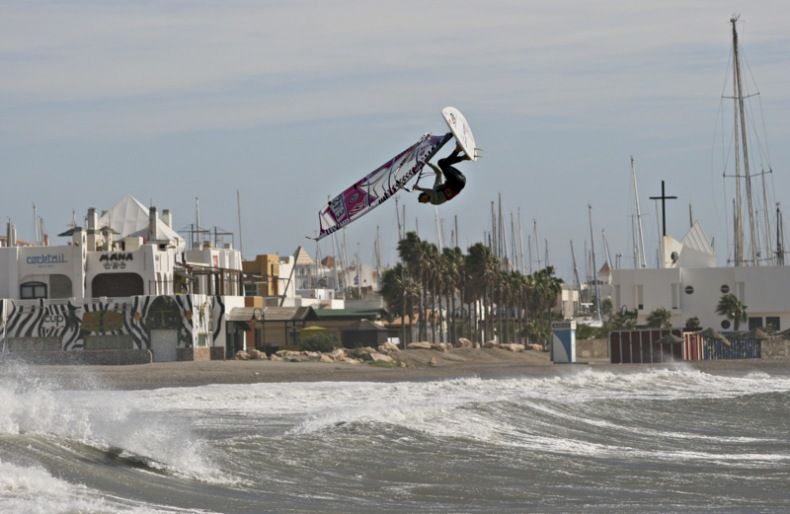
上級技の例、バックループ（ヴィクター・フェルナンデス・ロペスによるもの）

強風でのプレーニング時の基本的な技術習得を前提とした発展的技術を習得する段階。この段階になると目指す種目によって習得する内容は異なる。下記はその一部を掲載。
レイダウンジャイブレイルジャイブに含まれる発展的技術。リグを水面近くまで倒して風の力を使わずボードスピードのみでターンを終え、高速でリグ返しを行うジャイブ。
ダックジャイブレイルジャイブに含まれる発展的技術。通常のレイルジャイブと同様の風下走行後にクリュー（マスト側と反対の部分）側からリグ返しを行うジャイブ。
エアージャイブ（バルカン）うねりを使ったジャンプ時にボードを空中で180°回転させて着水し、着水後に足を入れ替えリグ返しを行うジャイブ。
スポックフリースタイル競技におけるジャンプ後の水平方向への回転技。
ウェイブライディングサーフィン同様の波乗りに関する技術。ボトムターン、トップターン、オフザリップ、カットバック等。
リッピング波のリップを使った技。スラッシュバック、ローラーコースター、エアーボーン、グースクリュー（リップ360°）、ゴイター、タカスライド等。
ループ波やうねりを使ったジャンプ後の垂直方向への回転技。フォワードループ（前回転）、バックループ（後回転）、プッシュループ、ダブルループ、プッシュフォワード等。

## 水上のルールと安全確保

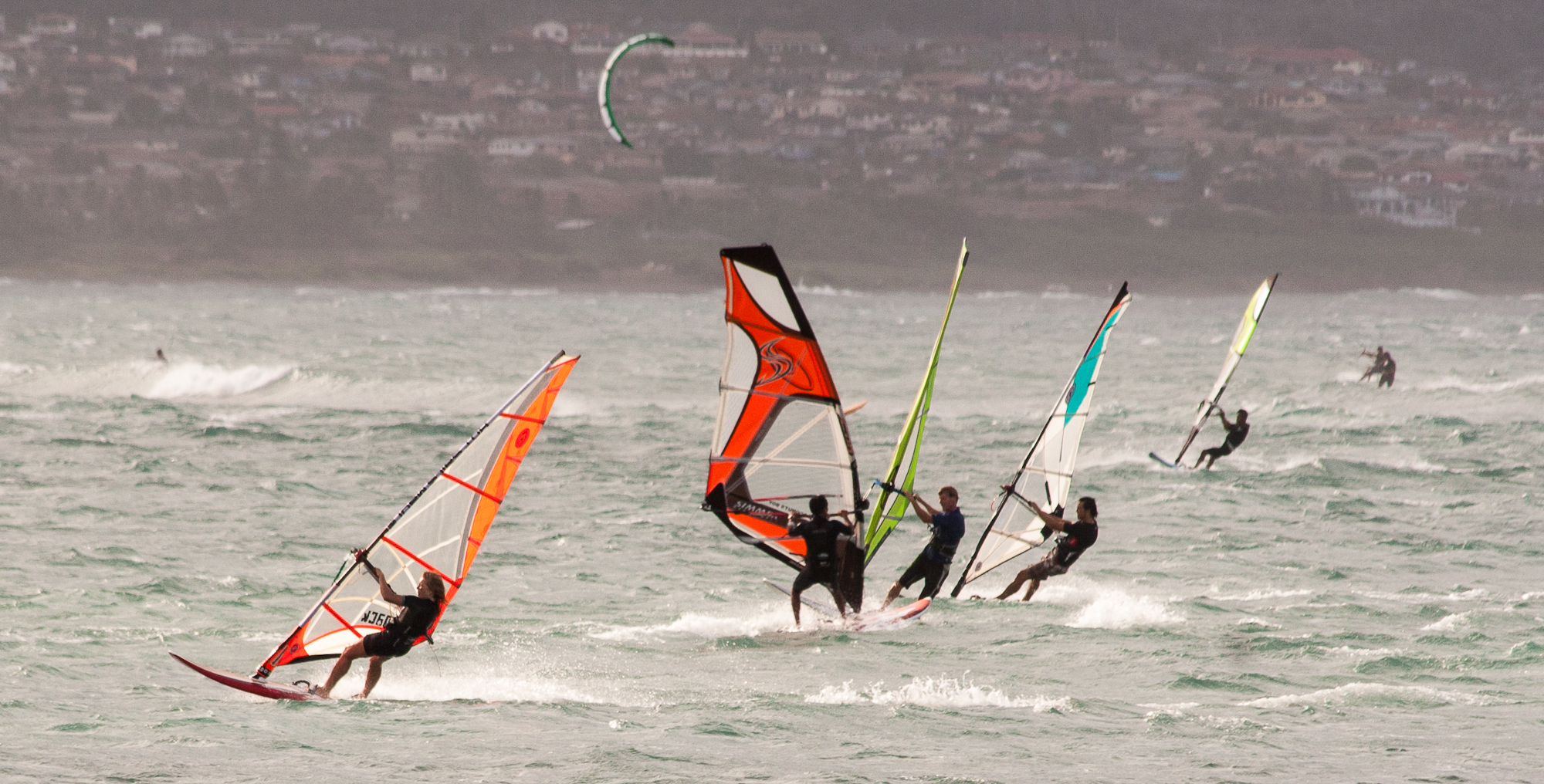
海面を行き交うウィンドサーフィン

### ルール
水上交通に関しては海上における衝突の予防のための国際規則に関する条約 (COLREGs) で規定が定められている。水上移動体の優先順位に関する順序の高いほうから遊泳者、無動力艇（サーフィン、ボディーボード等）、帆船（ウィンドサーフィン、カイトボード等）、動力艇（水上オートバイ、モーターボート等）と定めた上で優先順位の低位者が進路を譲り、衝突回避行動をとるよう義務付けられている。ウィンドサーフィンから見ると遊泳者、無動力艇（サーフィン、ボディーボード等）は優先順位が高くなるため、進路は譲らなければならない。ただし、優先順位の低い他の帆船の場合であっても動力艇の操縦者が規定を遵守しないことや見落しもあり得るため、事故防止のため細心の注意による判断と操作が必要である。
海上の優先順位はスターボード艇優先の原則が基本であり、セーリング競技ではこれに合わせスターボード（風上から見て右への進行）艇、先行艇、風下進行艇、沖合への進行艇の優先となっており、水上衝突を防止するための「3大ルール」と呼ばれる決まりがあるが、これはウィンドサーフィン同士の衝突を避ける上でも重要である。それらは　(1) 反対タックの原則、 (2) 風下優先の原則、 (3) クリアスターン・クリアヘッドの原則（＝追突防止）　である。「反対タックの原則」というのは、右手がマスト手になっている状態（＝スタボータック）側に優先権がある、というものである。相手の左手がマスト手になっている状態（＝ポートタック）で優先順位が低いのにうっかり気づかない場合があるが、その場合は「スタボー！！」（＝こちらに優先権　の意味）と大きな声をかけ、自分の存在に気づかせるというものである。詳細規定はRacing Rules of Sailingで定められている。

### 安全の確保
安全確保の点について、体力の消耗や技術の未熟により航行困難となった場合に風による表層流及び潮流により流され、出艇場所へと帰還できなくなることもあるため、常に単独行動は取らず仲間とセイリングするよう心がけたほうがよい。仲間との行動により万が一の際における警察や海上保安庁への連絡体制が期待できる。なお、風向きは時間とともに変化するため、風に関する予報を事前に収集することで時刻ごとの風の変化を予測する必要がある。また、初心者ではオフショアの風（＝陸から海へ向かって吹く風）の状況では、特に沖合へと流されやすくなるため出艇は絶対に避けたほうがよいが、もし、水上で漂流した際には、ボードから離れずにしがみつくことにより、ボードの浮力を利用することで体力の消耗が軽減できるため帰還できる確率は格段に高くなる。長時間漂流により水上に滞在することとなった場合には、低体温症で命を落とす危険度が高くなるので、出艇場所への執着で体力を消耗しないよう常に心掛け、漂流の危険を感じた際には直ぐさま至近に着岸するようにしたほうがよい。
安全策のまとめ  怪我なく、道具を壊すことなく、安全に楽しむためには、 (1) オフショアの風は避ける (2) ライフジャケットを着用する (3) 保温に適したウエットスーツを着用する (4) 波が高い時はヘルメットを着用する (5) アウトへ出るときはセールアップ可能なボードを選択する (6) 道具は常に点検すると共に、テンドン（tendon）等部品の使用期限に留意する。リグ部とボードが離れた場合、ボードは波で持っていかれるので、自分の元に残るのはリグ部だけである。そのため、目印になるリグ部につかまっているのがよい。　

### 場所
水上では業務水面利用者（漁業協同組合、海運など）が優先されるため、ゲレンデは大抵が制限された航行可能水面となる。
サーフィン等の波の力のみで水面を滑走するスポーツは、オフショアからサイドショアで風が弱く、波がある場所（サーフスポット）が適しており、ウィンドサーフィンは、サイドショアからオンショアで風が強く、波がある場所（ウェイブゲレンデ）が適しているので、基本的には重なりにくいものであるが、日本においては気象と地理的条件から発生する波のほとんどが強風による一過性のものであるため、サーフスポットとウェイブゲレンデは重なることも多い。この場合には、水上の優先規定からサーフィン等が優先となるので、ウィンドサーファーはサーファーに対して進路等妨害を起さない状況を選んで利用することとなる。恒常的な利用が重複する場所では、波打ち際での棲み分けがなされていたり、波高が季節変動の影響を受ける場所では、サーフスポットとウェイブゲレンデを季節で分ける場合、また、その地域独自ものとして漁業協同組合や地元のサーファーがローカルルールを定めている場所もあるので、初めてのゲレンデで航行する場合には事前に情報を収集することが望ましい。

## ゲレンデ
ウィンドサーフィンに適した場所は、「ゲレンデ」と呼ばれ恒常的によく風が吹き、サーフ可能な波高がある水面となる。ゲレンデは日本においては全国各地に分布しているが、人それぞれの技術レベルと目的に見合った場所を選択する。中・上級者では、春一番、木枯らしなどの季節風や台風等での気象状況に合わせて複数のゲレンデを渡り往きする人も多い。
世界的に有名なゲレンデは比較的に貿易風が吹くカリブ海・ハワイ・地中海に多いが、日本人には冬に暖かい海を求めて南下するのも常套手段として、サイパン（マイクロビーチ）・グアム（ココス島）・タイ（プーケット島）・台湾・フィリピン（ボラカイ島）・ベトナム（ファンティエット・ムイネー）、国内では、鹿児島県与論島、沖縄県沖縄島・小浜島・石垣島などが人気地となっている。

### ワールドカップ開催等で世界的に知られているゲレンデ
海洋

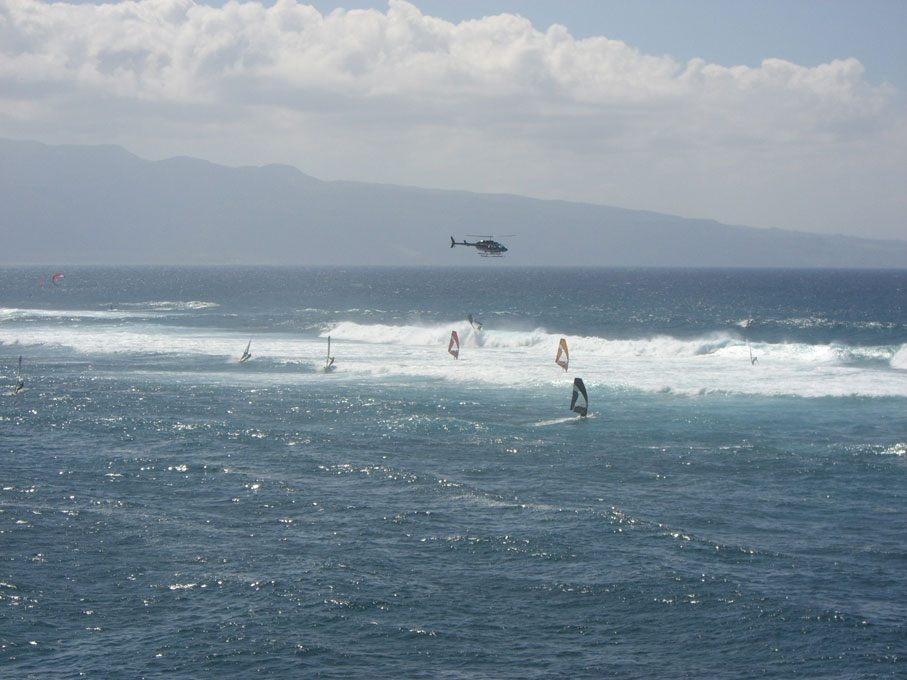
ウィンドサーフィンの聖地といわれるマウイ島のホオキパ

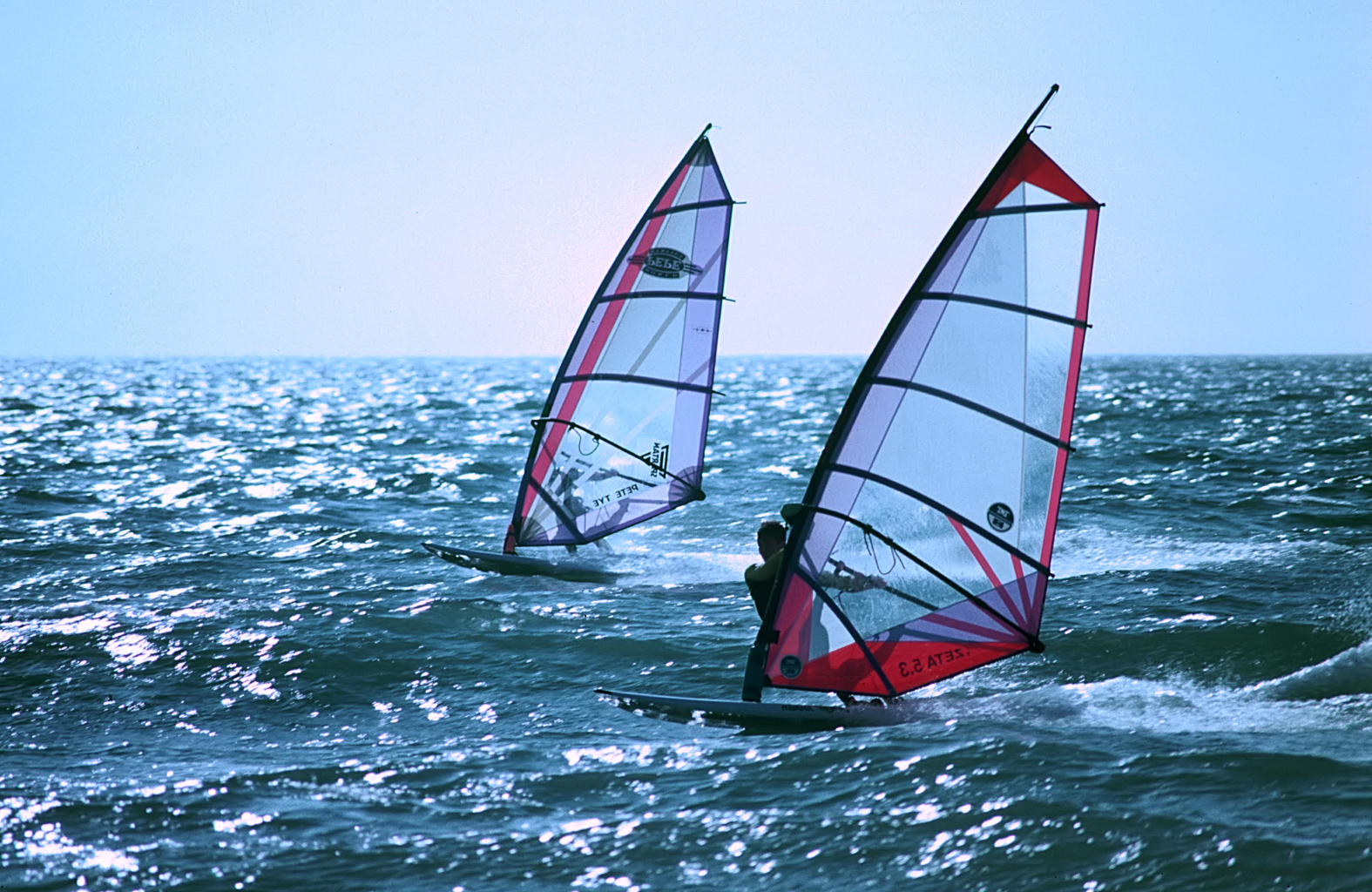
イギリスのウェールズ

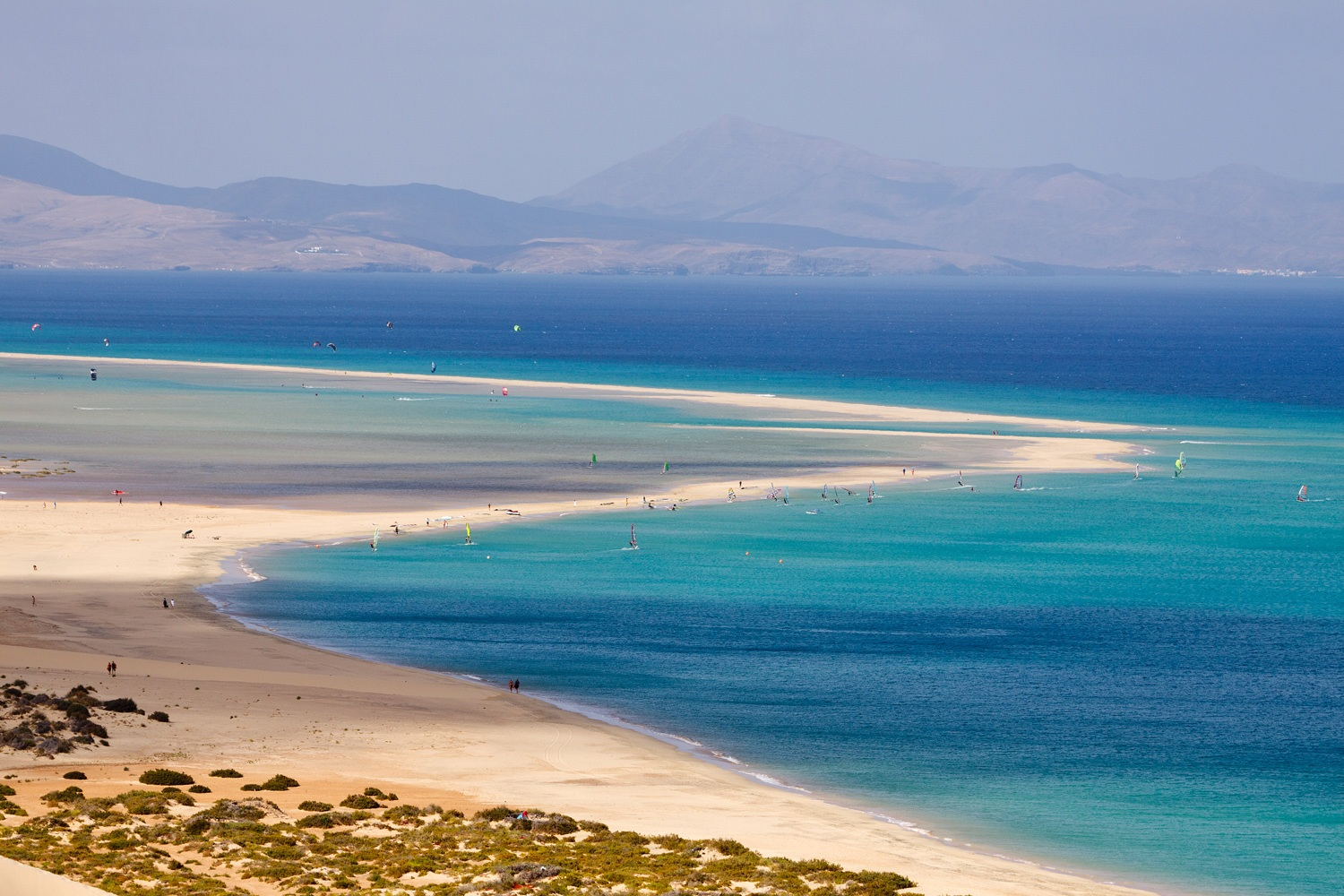
フエルテベントゥーラ島のソタベント

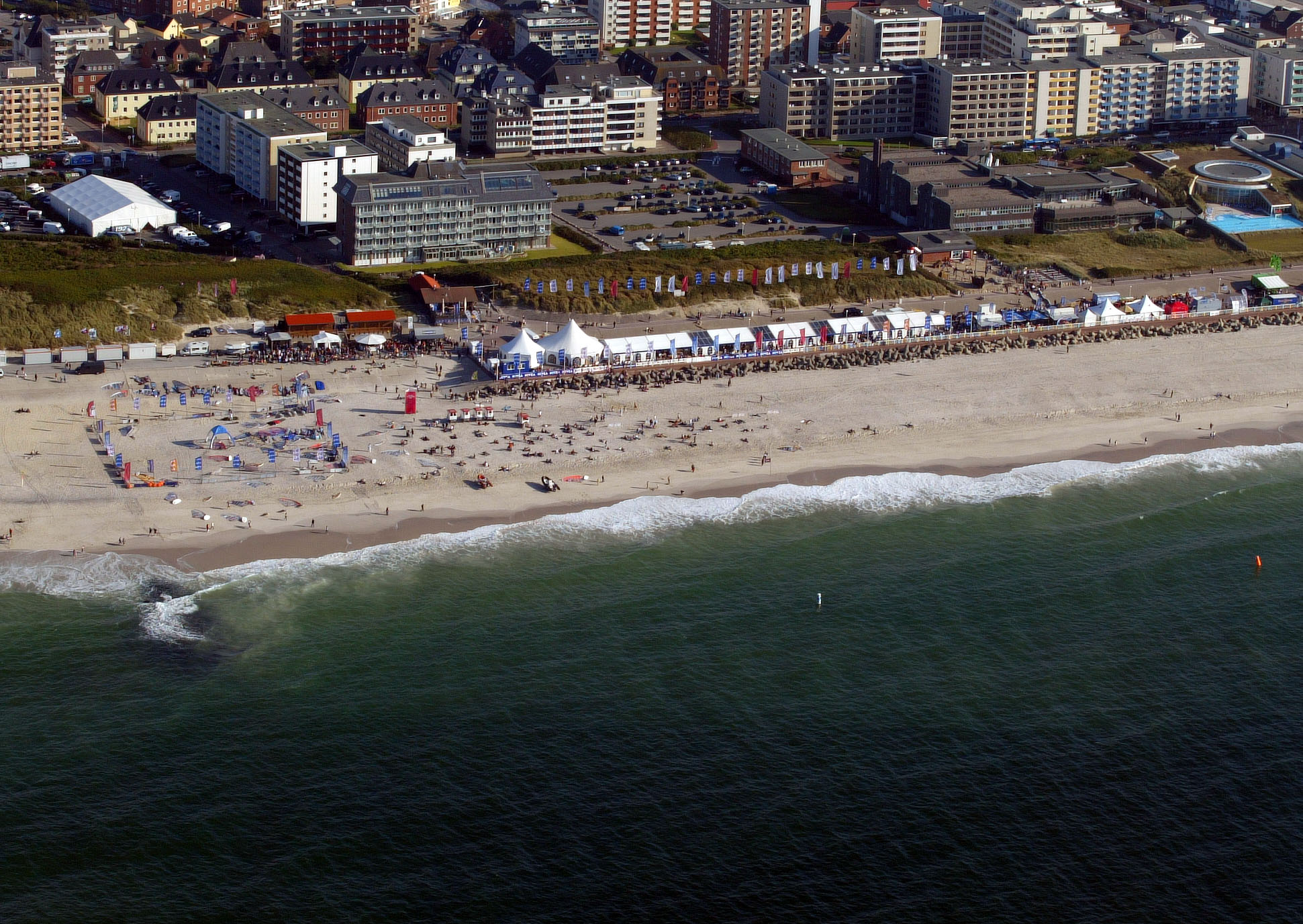
ＰＷＡワールドカップ開催地として知られるズィルト島

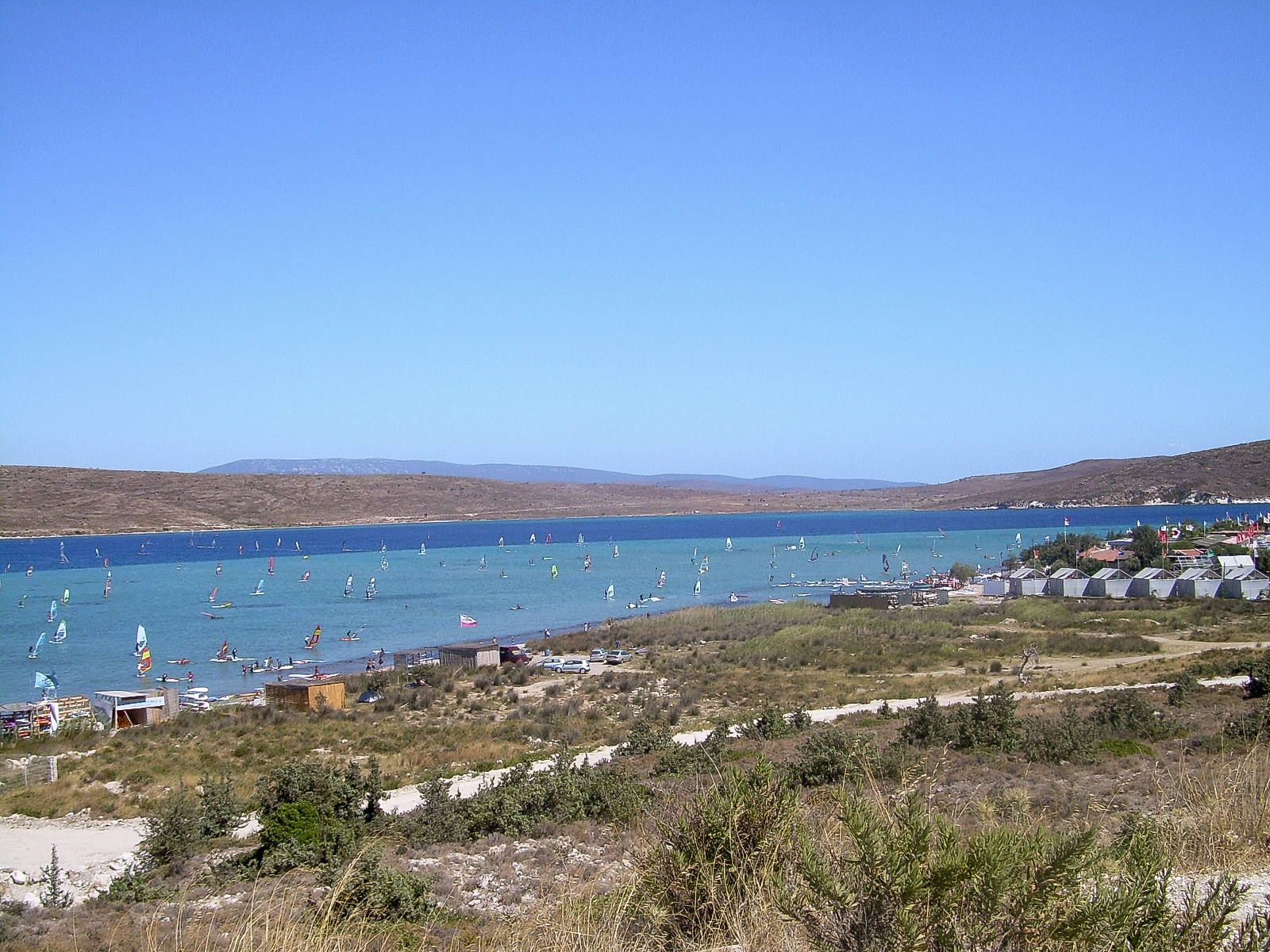
トルコのアラチャトゥ

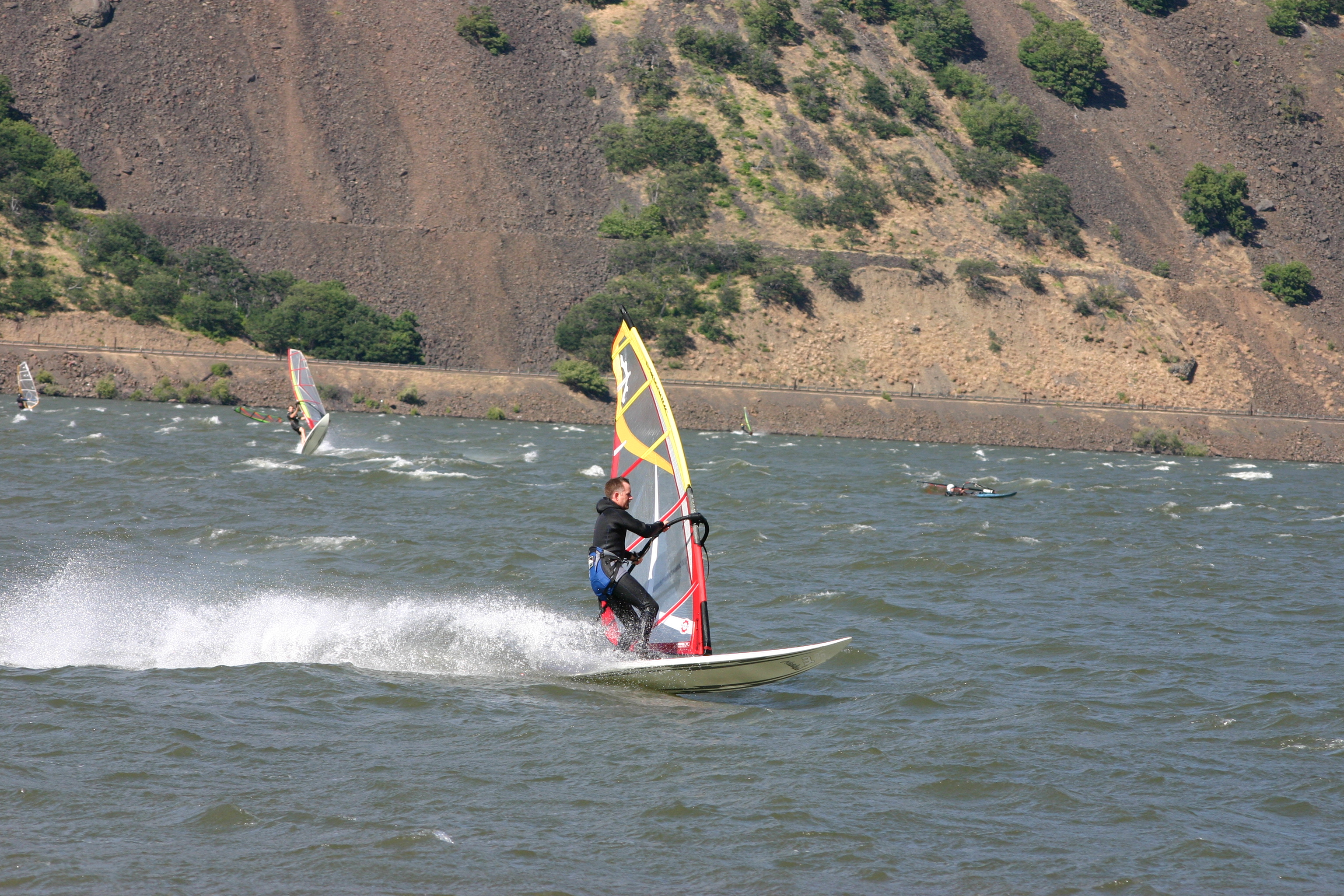
世界有数の強風地帯として知られるコロンビア川のゴージ

- オアフ島、マウイ島（アメリカ合衆国ハワイ州ハワイ諸島）
- ブランドン・ベイ（イギリスアイルランドマンスター地方ケリー県）
- コーンウォール（イギリスイングランドコーンウォール州）
- ボーンマス（イギリスイングランドドーセット州）
- ハンスタントン（イギリスイングランドノーフォーク州）
- アングルシー島（イギリス、ウェールズ）
- タイリー島（イギリススコットランドヘブリディーズ諸島）
- ハイファ（イスラエル）
- サルデーニャ島（イタリアサルデーニャ自治州）
- シチリア島（イタリアシチリア州）
- アルバ島（オランダリーワード諸島アルバ）
- テセル島（オランダ北ホラント州西フリースラント諸島）
- ボネール島（オランダ領アンティル小アンティル諸島）
- エスペランス、ジェラルトン、ニンガルーリーフ、マーガレットリバー、ランセリン（オーストラリア西オーストラリア州）
- ココス島（オーストラリアココス諸島）
- サル島（カーボベルデバルラヴェント諸島）
- クレタ島（ギリシャ）
- レフカダ島（ギリシャイオニア諸島）
- ナクソス島、パロス島（ギリシャキクラデス諸島）
- ロドス島（ギリシャドデカネス諸島）
- タリファ（スペインアンダルシア州）
- コスタブラバ（スペインカタルーニャ州）
- グラン・カナリア島、テネリフェ島、フエルテベントゥーラ島、ランサローテ島（スペインカナリア諸島）
- 蔚山（大韓民国蔚山広域市）
- マタンサス（チリ共和国リベルタドール・ベルナルド・オイギンス州）
- クリトモラー（デンマーク）
- ズィルト島（ドイツ北フリジア諸島）
- カバレテ（ドミニカ共和国）
- アラチャトゥ（トルコ）
- パパトワイ（ニュージーランドサウスアイランド）
- イビラクエラ（ブラジルサンタ・カタリーナ州）
- イカライジーニョ、ジェリコアコアラ（ブラジルセアラー州）
- アルマナール（フランス）
- ラ・トルシュ（フランス）
- レユニオン島（フランスマスカリン諸島）
- ナモツ島（フィジー）
- ムイネー（ベトナムファンティエット市）
- コチェ島、マルガリータ島（ベネズエラヌエバエスパルタ州）
- ロビトス（ペルー）
- ギンショ（ポルトガル）
- マダガスカル島（マダガスカル）
- ダーバン（南アフリカ共和国クワズール・ナタール州エテクウィニ都市圏）
- イースト・ロンドン、ポート・エリザベス（南アフリカ共和国東ケープ州）
- ケープタウン、ジョージ、ランゲバーン（南アフリカ共和国西ケープ州）
- サンカルロス、ラスパルマス（メキシコバハ・カリフォルニア・スル州）
- エッサウィラ（モロッコ）
- モーリシャス島（モーリシャス）

湖沼
- ノイジードル湖（オーストリアブルゲンラント州）

河川
- コロンビア川（アメリカ合衆国オレゴン州）

### 日本の主なゲレンデ
おおむね北から順に記載
海洋
- 浜中海岸（北海道寿都郡寿都町）
- 柏崎中央海岸（新潟県柏崎市）
- 柿崎中央海岸（新潟県上越市）
- 直江津海岸（新潟県上越市）
- 野積海岸（新潟県長岡市）
- 北条海岸（千葉県館山市）
- 検見川浜（千葉県千葉市）
- 富津海岸（千葉県富津市）

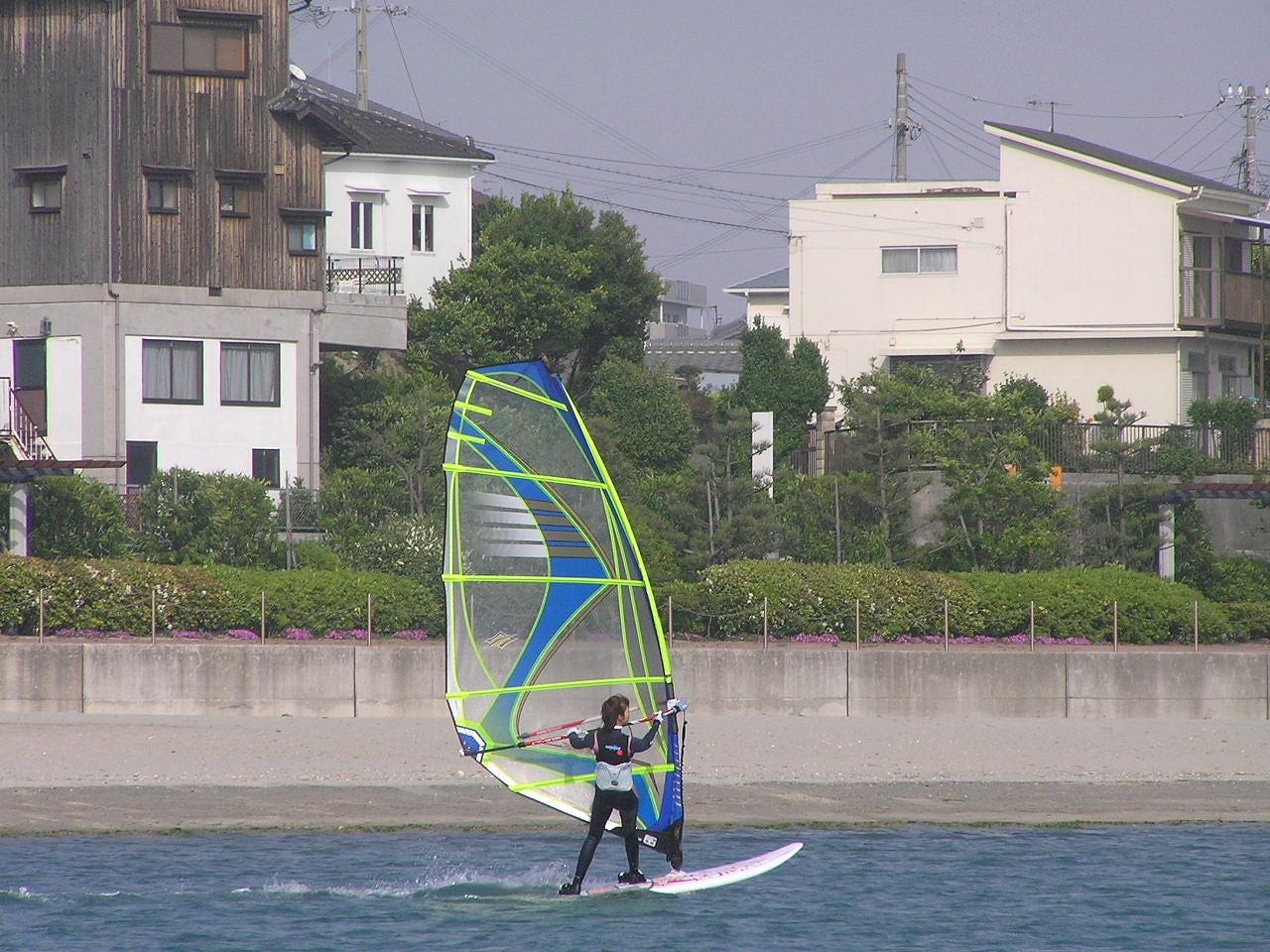
兵庫県の二見海岸

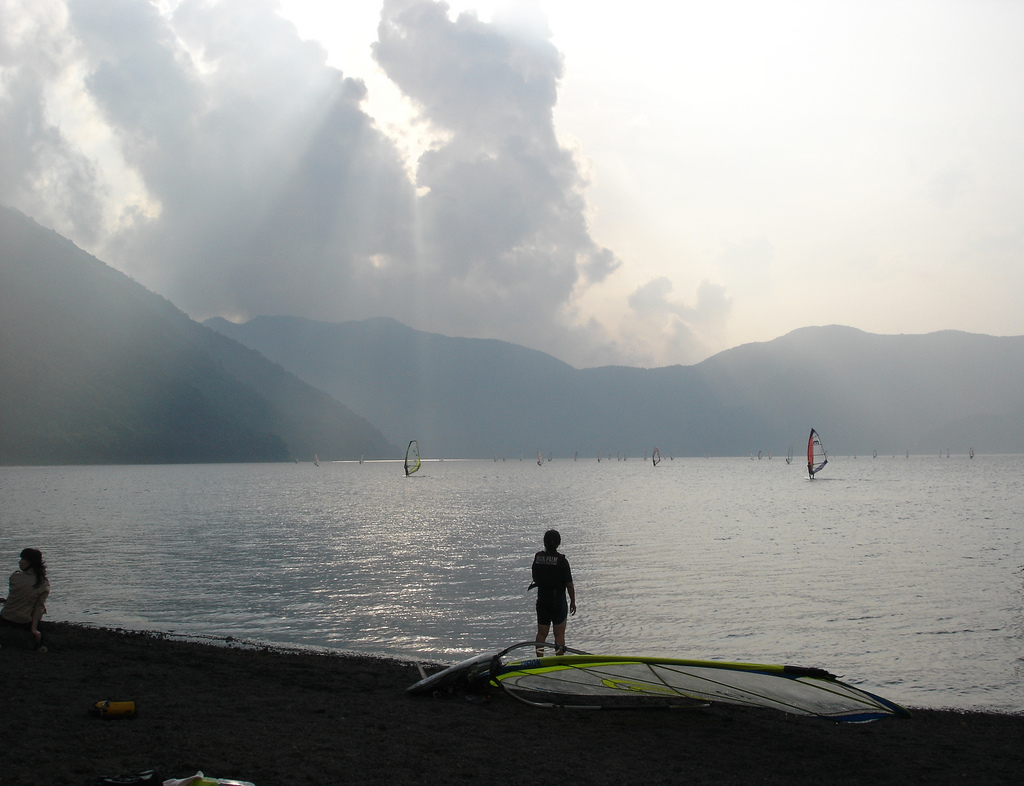
本栖湖

- 湘南海岸（神奈川県、鎌倉市、茅ヶ崎市、藤沢市）
- 逗子海岸（神奈川県逗子市）
- 津久井浜（神奈川県三浦市、横須賀市）ワールドカップ開催地　2017年-
- 和田・長浜（神奈川県三浦市、横須賀市）
- 浜名湖（静岡県浜松市）
- 星越海岸（愛知県蒲郡市）
- 新舞子海岸（愛知県知多市）
- 小野浦海岸（愛知県知多郡美浜町）
- 大湊海岸（三重県伊勢市）
- 水島（福井県敦賀市）
- 北港（大阪府大阪市此花区）
- 二色の浜（大阪府貝塚市）
- マーブルビーチ（大阪府泉南市）
- 林崎海岸（兵庫県明石市）
- 甲子園浜（兵庫県西宮市）
- 浜の宮海岸（和歌山県海南市）
- 臨海浦海岸（和歌山県西牟婁郡白浜町）
- 焼野海岸（山口県山陽小野田市）
- 土井ヶ浜（山口県下関市）
- 室積・虹ヶ浜海岸（山口県光市）
- 大堂海岸（柏島：高知県幡多郡大月町）
- 森海岸（愛媛県伊予市）
- 松山港海岸（堀江浜、和気浜：愛媛県松山市）
- 塩屋海岸（愛媛県伊予郡松前町）
- 住吉浜（大分県杵築市）
- 塩屋海岸（大分県国東市）
- 福間海岸（福岡県福津市）
- 浜崎海岸（佐賀県唐津市）
- 大金久海岸（百合ヶ浜：鹿児島県大島郡与論町）
- 磯海水浴場（鹿児島県鹿児島市）
- 海中道路（沖縄県うるま市）
- 瀬長島海岸（沖縄県豊見城市）
- ムーンビーチ（沖縄県国頭郡恩納村）
- 奥間海岸（沖縄県国頭郡国頭村）
- はいむるぶし（南群星）（沖縄県八重山郡竹富町）
- 川平海岸（沖縄県石垣市）

　（ウェイブゲレンデ）
- 石狩海岸（北海道石狩市）
- 大浜海岸（北海道小樽市）
- 日高海岸（富浜：北海道沙流郡日高町）
- 野塚海岸（北海道積丹郡積丹町）
- 襟裳海岸（百人浜：北海道幌泉郡えりも町）
- 金浜海岸（青森県八戸市）
- 出戸浜海岸（秋田県潟上市）
- 西目海岸（秋田県由利本荘市）
- 庄内海岸（宮海：山形県酒田市、湯野浜：鶴岡市、西浜：飽海郡遊佐町）
- 勿来海岸（福島県いわき市）
- 長浜海岸（宮城県石巻市）
- 藤崎海岸（新潟県糸魚川市）
- 新潟海岸（五十嵐浜、小針浜、四ツ郷屋浜：新潟県新潟市西区）
- 柴垣海岸（石川県羽咋市）
- 内灘海岸（石川県河北郡内灘町）
- 大洗海岸（茨城県茨城郡大洗町）
- 君ヶ浜海岸（千葉県銚子市）
- 和田浦海岸（千葉県南房総市）
- 御宿海岸（千葉県夷隅郡御宿町）
- 九十九里海岸（千葉県山武郡九十九里町、長生郡一宮町、長生郡白子町 他）
- 羽伏浦海岸（東京都新島村）
- 遠州大砂丘（静岡県磐田市、掛川市、浜松市 他）
- 御前崎海岸（静岡県御前崎市）
- 白羽海岸（静岡県御前崎市）旧ワールドカップ開催地　1984年-1993年
- 白浜海岸（静岡県下田市）
- 静波海岸（静岡県牧之原市）
- 二見海岸（三重県伊勢市）
- 町屋浦海岸（三重県津市）
- 丹後砂丘（葛野浜、小天橋浜、箱石浜：京都府京丹後市）
- 米子海岸（鳥取県境港市、米子市）
- 気高海岸（姉泊、浜村：鳥取県鳥取市）
- 白兎海岸（鳥取県鳥取市）
- 福部海岸（鳥取砂丘：鳥取県鳥取市）
- 北条海岸（鳥取県東伯郡北栄町、湯梨浜町）
- 波子海岸（島根県江津市）
- 北長門海岸（島戸、角島：山口県下関市）
- 小松海岸（徳島県徳島市）
- 三苫海岸（奈多、三苫：福岡県福岡市東区）
- さつき松原海岸（福岡県宗像市）
- 芥屋海岸（福岡県糸島市）
- 姉子の浜海岸（福岡県糸島市）
- 筒城海岸（長崎県壱岐市）
- 江口海岸（鹿児島県日置市）
- 部間海岸（沖縄県名護市）
- 津波海岸（沖縄県国頭郡大宜味村）
- 谷茶海岸（沖縄県国頭郡恩納村）

湖沼
- 網走湖（北海道網走市、網走郡大空町）
- 小川原湖（青森県三沢市、上北郡東北町）
- 十三湖（青森県五所川原市）
- 猪苗代湖（福島県耶麻郡猪苗代町）
- 野尻湖（長野県上水内郡信濃町）
- 本栖湖（山梨県南都留郡鳴沢村）
- 山中湖（山梨県南都留郡山中湖村）
- 琵琶湖（滋賀県近江八幡市、長浜市、東近江市、彦根市、高島市 他）

河川
- 天竜川（静岡県磐田市、浜松市中央区）
- 由良川（京都府宮津市）
- 淀川（大阪府大阪市西淀川区）
- 肱川（愛媛県大洲市）

## ワールドカップ優勝等で世界的に名の知られているウィンドサーファー

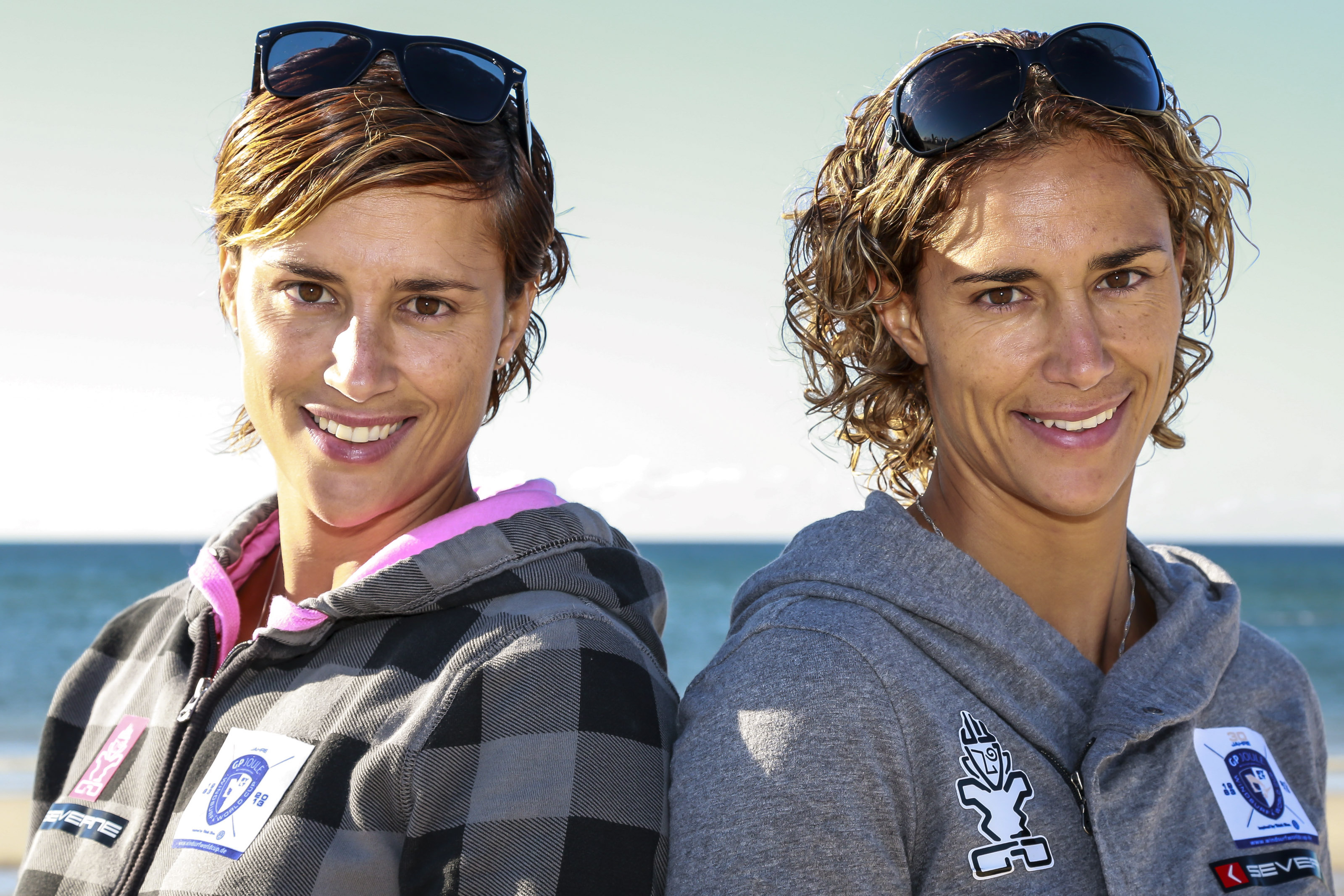
モレノ姉妹

ウィンドサーフィンのプロ選手は世界に多数いるが、彼らは常識破りのパフォーマンスやスピードを見せ、ウィンドサーフィンの可能性の高さを体現していると言える。数多くのプロ・ウィンドサーファーがいるが、このスポーツの歴史を考慮すると「キング・オブ・ウィンドサーフィン」と呼ぶにふさわしい人物が2人いる。ひとりはウィンドサーフィンの誕生期から15年間も全てのタイトルを独占したロビー・ナッシュ。もうひとりはPWA及び前身のPBAワールドツアーで総合12連覇を達成し、圧倒的な強さを見せたビヨン・ダンカーベックである。

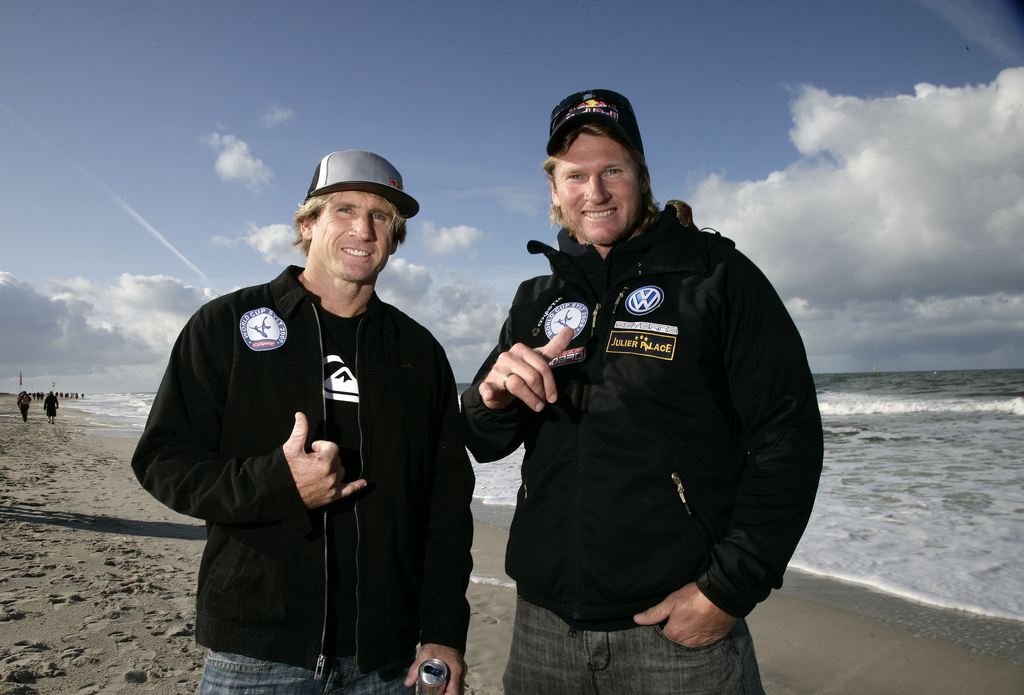
ロビー・ナッシュ（左）とビヨン・ダンカーベック（右）

五十音順に記載
（男性）
- アントワン・アルボー
- ヴィクター・フェルナンデス・ロペス
- カウリ・シアディ
- ケビン・プリチャード
- ジェイソン・ポラコウ
- ジョッシュ・アングロ
- ジョッシュ・ストーン（英語版）
- ビヨン・ダンカーベック
- フィリップ・コスター（英語版）
- フランシスコ・ゴヤ
- ホセ・ゴリート・エストレド
- リカルド・カンペロ（英語版）
- ロビー・ナッシュ

（女性）
- イバラ・ルアノ・モレノ
- サラキタ・オフリンガ
- ダイダ・ルアノ・モレノ

- アラン•キャディッツ

## ワールドカップ等で活躍する日本人ウィンドサーファー
五十音順に記載
（男性）
- 飯島夏樹
- 小木曽稔
- 牧野秀紀

（女性）
- 今井雅子
- 佐藤素子